# Championnats d'Espagne de cyclisme sur piste

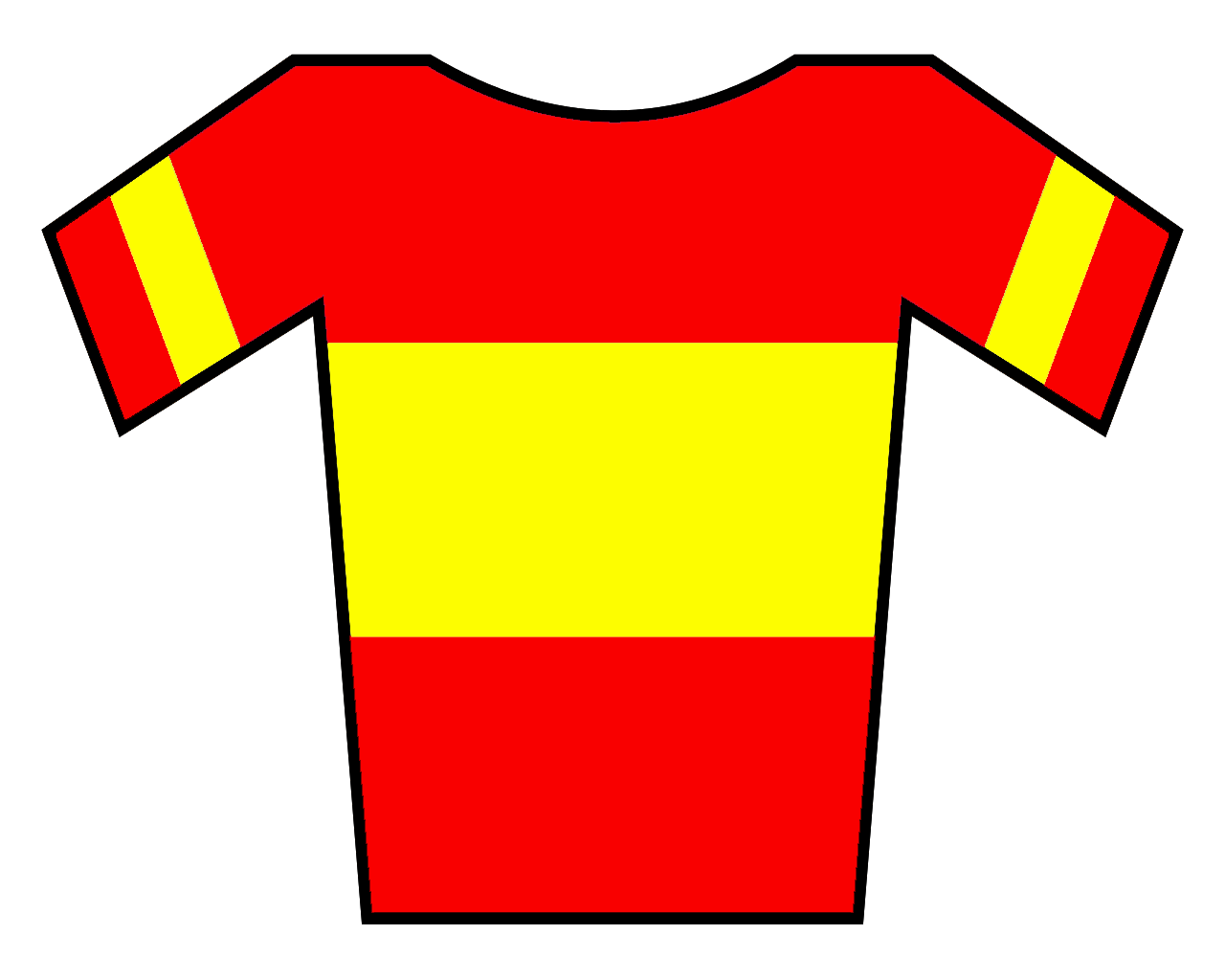
Maillot d'Espagne.

Les championnats d'Espagne de cyclisme sur piste sont les championnats nationaux de cyclisme sur piste de l'Espagne, organisés par la Fédération royale espagnole de cyclisme.

## Palmarès des championnats

### Élites Hommes

#### Kilomètre
| Année | Vainqueur                | Deuxième              | Troisième             |
| ----- | ------------------------ | --------------------- | --------------------- |
| 1971  | Valentín Zubieta         |                       |                       |
| 1972  | Valentín Zubieta         |                       |                       |
| 1973  | Pas organisé             |                       |                       |
| 1974  | Joaquín Izaguirre        |                       |                       |
| 1975  | Avelino Perea            |                       |                       |
| 1977  | Avelino Perea            |                       |                       |
| 1978  | Avelino Perea            |                       |                       |
| 1979  | Avelino Perea            |                       |                       |
| 1980  | Avelino Perea            |                       |                       |
| 1981  | Antonio Esparza          |                       |                       |
| 1982  | Antxon Lekuona           | Javier Ander Egg      | Juan Antonio Crespí   |
| 1983  | Juan Antonio Crespí      | Antxon Lekuona        | José Antonio Artigas  |
| 1984  | Francisco Javier Quevedo | Javier Ander Egg      | José A. Anguera       |
| 1985  | Francisco Javier Quevedo | José A. Anguera       | Javier Ander Egg      |
| 1986  | Juan Alandete            | Agustín Sebastiá      | José A. Anguera       |
| 1987  | Bernardo González        | Mikel Garmendia       | José A. Anguera       |
| 1988  | José Manuel Moreno       | José Javier Gil       | Antonio Salvador      |
| 1989  | José Manuel Moreno       | Abraham Olano         | Miguel Ángel Cabrero  |
| 1990  | José Manuel Moreno       | José Antonio Escuredo | José Javier Gil       |
| 1991  | José Manuel Moreno       | José Antonio Escuredo | Adolfo Alperi         |
| 1992  | José Antonio Escuredo    | Gabriel Aynat         | Alberto Roca          |
| 1993  | José Manuel Moreno       | José Antonio Escuredo | Juan Manuel Sánchez   |
| 1994  | José Antonio Escuredo    | Alberto Roca          | Jonathan Garrido      |
| 1995  | José Manuel Moreno       | José Antonio Escuredo | Alberto Roca          |
| 1996  | José Antonio Escuredo    | José Manuel Moreno    | Adolfo Alperi         |
| 1997  | José Antonio Escuredo    | David Cabrero (ca)    | Diego Ortega          |
| 1998  | José Antonio Escuredo    | José Manuel Moreno    | Diego Ortega          |
| 1999  | Diego Ortega             | José Manuel Moreno    | David Cabrero (ca)    |
| 2000  | David Cabrero (ca)       | José Manuel Moreno    | Feliciano Hernández   |
| 2001  | José Antonio Escuredo    | David Cabrero (ca)    | Javier Peris          |
| 2002  | José Antonio Escuredo    | David Cabrero (ca)    | Javier Azkue          |
| 2003  | José Antonio Villanueva  | Javier Azkue          | Jorge Merino          |
| 2004  | Rubén Donet              | Pedro José Vera       | Javier Azkue          |
| 2005  | Salvador Melià           | Álvaro Alonso         | Pedro José Vera       |
| 2006  | Rubén Donet              | David Calatayud       | José Carlos Sánchez   |
| 2007  | Pedro José Vera          | David Calatayud       | José Antonio Carrasco |
| 2008  | Hodei Mazkiarán          | David Alonso (ca)     | Iban Leanizbarrutia   |
| 2009  | David Calatayud          | Javier Azkue          | José Antonio Clua     |
| 2010  | Pablo Bernal             | David Muntaner        | Unai Elorriaga        |
| 2011  | Hodei Mazkiarán          | Pablo Bernal          | Adrià Sabaté          |
| 2012  | José Moreno              | Pablo Bernal          | Sergio Aliaga         |
| 2013  | Hodei Mazkiarán          | José Moreno           | Pablo Bernal          |
| 2014  | José Moreno              | Hodei Mazkiarán       | Francisco López       |
| 2015  | José Moreno              | Francisco López       | Jaime Vega            |
| 2016  | José Moreno              | Alejandro Martínez    | Jaime Vega            |
| 2017  | José Moreno              | Alejandro Martínez    | Jaime Vega            |
| 2018  | José Moreno              | Alejandro Martínez    | Alfonso Cabello       |
| 2019  | José Moreno              | Alfonso Cabello       | Ekain Jiménez         |
| 2020  | Ekain Jiménez            | José Moreno           | Alfonso Cabello       |
| 2021  | Alejandro Martínez       | José Moreno           | Juan Peralta          |
| 2022  | Alejandro Martínez       | José Moreno           | Ekain Jiménez         |
| 2023  | Alejandro Martínez       | José Moreno           | Ekain Jiménez         |
| 2024  | Ekain Jimenez            | José Moreno           | Esteban Sánchez       |

#### Keirin
| Année | Vainqueur               | Deuxième              | Troisième               |
| ----- | ----------------------- | --------------------- | ----------------------- |
| 1995  | José Antonio Escuredo   | Iván Rodríguez        | Juan Alandete           |
| 1996  | José Gayá               | Ricardo Esqués        | David Cabrero (ca)      |
| 1997  | David Cabrero (ca)      | Salvador Melià        | Iván Rodríguez          |
| 1998  | José Antonio Escuredo   | Diego Ortega          | David Cabrero (ca)      |
| 1999  | David Cabrero (ca)      | José Antonio Escuredo | Juan Adrover            |
| 2000  | David Cabrero (ca)      | José Antonio Escuredo |                         |
| 2001  | David Cabrero (ca)      | José Antonio Escuredo | José Antonio Villanueva |
| 2002  | José Antonio Villanueva | José Antonio Escuredo | David Cabrero (ca)      |
| 2003  | José Antonio Escuredo   | Adrián Sánchez        | Alfred Moreno           |
| 2004  | José Antonio Escuredo   | Haitz Larrinaga       | Alfred Moreno           |
| 2005  | José Antonio Escuredo   | Alfred Moreno         | Haitz Larrinaga         |
| 2006  | José Antonio Escuredo   | Itmar Esteban         | José Antonio Villanueva |
| 2007  | José Antonio Escuredo   | Alfred Moreno         | Itmar Esteban           |
| 2008  | José Antonio Escuredo   | Itmar Esteban         | Álvaro Alonso           |
| 2009  | José Antonio Escuredo   | Pablo Galán           | Itmar Esteban           |
| 2010  | Itmar Esteban           | Adrià Sabaté          | Alfred Moreno           |
| 2011  | Hodei Mazkiarán         | Rubén Donet           | José Moreno             |
| 2012  | Rubén Donet             | José Moreno           | Sergio Aliaga           |
| 2013  | Juan Peralta            | Sergio Aliaga         | Hodei Mazkiarán         |
| 2014  | Sergio Aliaga           | José Moreno           | Hodei Mazkiarán         |
| 2015  | José Moreno             | Hodei Mazkiarán       | Sergio Aliaga           |
| 2016  | Juan Peralta            | Alejandro Martínez    | Jaime Vega              |
| 2017  | José Moreno             | Juan Peralta          | Alejandro Martínez      |
| 2018  | Juan Peralta            | Alejandro Martínez    | José Moreno             |
| 2019  | José Moreno             | Juan Peralta          | Ekain Jiménez           |
| 2020  | José Moreno             | Juan Peralta          | Alejandro Martínez      |
| 2021  | Juan Peralta            | Alejandro Martínez    | Itmar Esteban           |
| 2022  | José Moreno             | Alejandro Martínez    | Itmar Esteban           |
| 2023  | Alejandro Martínez      | Esteban Sánchez       | Llorenç Tomás           |
| 2024  | José Moreno             | Ekain Jiménez         | Esteban Sánchez         |

#### Vitesse
| Année        | Vainqueur                  | Deuxième                 | Troisième            |
| ------------ | -------------------------- | ------------------------ | -------------------- |
| 1883         | Nicolás Echague            |                          |                      |
| 1884         | Nicolás Echague            |                          |                      |
| 1885         | José Ribera                |                          |                      |
| 1886         | Pas disputé                |                          |                      |
| 1887         | José Ribera                |                          |                      |
| 1888         | Arturo Periguet            |                          |                      |
| 1889-1890    | Pas disputé                |                          |                      |
| 1893         | Luis del Campo             |                          |                      |
| 1894         | Manuel Lacasa              |                          |                      |
| 1895         | Pas disputé                |                          |                      |
| 1896         | Julián Lozano              |                          |                      |
| 1897-1903    | Pas disputé                |                          |                      |
| 1904         | Manuel Neira               |                          |                      |
| 1905-1907    | Pas disputé                |                          |                      |
| 1908         | Jaime Durán                |                          |                      |
| 1909         | Jaime Durán                |                          |                      |
| 1910         | Jaime Durán                |                          |                      |
| 1911         | Jaime Durán                |                          |                      |
| 1912         | Pas disputé                |                          |                      |
| 1913         | Joaquim Rubio              |                          |                      |
| 1914         | Gabriel Oliver             |                          |                      |
| 1915         | Joaquim Rubio              |                          |                      |
| 1916         | Óscar Leblanc              |                          |                      |
| 1917-1918    | Pas disputé                |                          |                      |
| 1919         | Miquel Bover Salom         |                          |                      |
| 1920         | Miquel Bover Salom         |                          |                      |
| 1921         | Joan Baptista Llorens (ca) |                          |                      |
| 1922         | Joan Baptista Llorens (ca) |                          |                      |
| 1923         | Joan Baptista Llorens (ca) |                          |                      |
| 1924         | Joan Baptista Llorens (ca) |                          |                      |
| 1925         | Julián Español             |                          |                      |
| 1926         | Julián Español             |                          |                      |
| 1927         | Julián Español             |                          |                      |
| 1928         | Antonio Torres             |                          |                      |
| 1929         | Julián Español             |                          |                      |
| 1930         | Julián Español             |                          |                      |
| 1931         | Julián Español             |                          |                      |
| 1932         | Joan Plans                 |                          |                      |
| 1933         | Joan Plans                 |                          |                      |
| 1934         | José Nicolau (es)          |                          |                      |
| 1935         | Joan Plans                 |                          |                      |
| 1936-1938    | Pas disputé                |                          |                      |
| 1939         | Joan Plans                 |                          |                      |
| 1940         | Miquel Llompart (ca)       |                          |                      |
| 1941         | Joan Plans                 |                          |                      |
| 1942         | Joan Plans                 |                          |                      |
| 1943         | Joan Plans                 |                          |                      |
| 1944         | Alejandro Fombellida       |                          |                      |
| 1945         | Joan Plans                 |                          |                      |
| 1946         | Alejandro Fombellida       |                          |                      |
| 1947         | Guillem Timoner            |                          |                      |
| 1948         | Guillem Timoner            |                          |                      |
| 1949         | Miguel Poblet              |                          |                      |
| 1950         | Guillem Timoner            |                          |                      |
| 1951 (Prof.) | Miguel Poblet              |                          |                      |
| 1951 (Amat.) | José Saura (ca)            | Santiago Mostajo (es)    |                      |
| 1952 (Amat.) | Santiago Mostajo (es)      | José Antonio Díaz        |                      |
| 1953 (Amat.) | Antonio Bertrán            | José Franquesa           |                      |
| 1954         | Pas disputé                |                          |                      |
| 1955 (Amat.) | Francisco Tortellá (ca)    | José Casanellas          |                      |
| 1956 (Prof.) | Guillem Timoner            |                          |                      |
| 1956 (Amat.) | Francisco Tortellá (ca)    | Juan Pitarch             |                      |
| 1957 (Prof.) | Miguel Poblet              |                          |                      |
| 1957 (Amat.) | Antonio Carreras (ca)      | Francisco Botella        |                      |
| 1958 (Amat.) | Juan Martí                 | Juan París               |                      |
| 1959 (Prof.) | Miguel Poblet              |                          |                      |
| 1959 (Amat.) | Francisco Tortellá (ca)    | Juan Martí               |                      |
| 1960 (Prof.) | Miguel Poblet              |                          |                      |
| 1960 (Amat.) | Francisco Tortellá (ca)    | Marcelo Banús            |                      |
| 1961 (Prof.) | Miquel Poblet              |                          |                      |
| 1961 (Amat.) | Jorge Terricabris          |                          |                      |
| 1962 (Prof.) | Miguel Poblet              |                          |                      |
| 1962 (Amat.) | José María Puig            | Pedro Esmatges           |                      |
| 1963 (Prof.) | Francisco Tortellá (ca)    |                          |                      |
| 1963 (Amat.) | Jordi Cañellas             | Julio Latorre            |                      |
| 1964 (Prof.) | Francisco Tortellá (ca)    |                          |                      |
| 1964 (Amat.) | Jordi Cañellas             | José Lucía               |                      |
| 1965 (Prof.) | Francisco Tortellá (ca)    |                          |                      |
| 1965 (Amat.) | Jordi Cañellas             | José Luis Errandonea     |                      |
| 1966         | Pas disputé                |                          |                      |
| 1967 (Prof.) | Juan Carlos Pérez          |                          |                      |
| 1967 (Amat.) | José Luis Errandonea       | Miguel Adrover           |                      |
| 1968         | Pas disputé                |                          |                      |
| 1969 (Prof.) | José Luis Errandonea       |                          |                      |
| 1969 (Amat.) | Ramón Torrá                | José Luis Pau            |                      |
| 1971         | Félix Suárez               |                          |                      |
| 1972         | Félix Suárez               |                          |                      |
| 1973         | Félix Suárez               |                          |                      |
| 1974         | Félix Suárez               |                          |                      |
| 1975         | Fernand Lajo               |                          |                      |
| 1976         | Julián de Frutos           |                          |                      |
| 1977         | Adolfo Marín               |                          |                      |
| 1978         | Avelino Perea              |                          |                      |
| 1979         | Avelino Perea              |                          |                      |
| 1980         | Avelino Perea              |                          |                      |
| 1981         | Antonio Esparza            |                          |                      |
| 1982         | Antxon Lekuona             | José Antonio Artigas     | Javier Ander-Egg     |
| 1983         | Juan Alandete              | Antxon Lekuona           | Juan Antonio Crespí  |
| 1984         | Juan Alandete              | Javier Ander-Egg         | José A. Anguera      |
| 1985         | Juan Luis Ortega           | Francisco Javier Quevedo | Javier Ballester     |
| 1986         | Juan Alandete              | José A. Anguera          | Juan Luis Ortega     |
| 1987         | José Javier Gil            | Javier Ander-Egg         | José A. Anguera      |
| 1988         | José Manuel Moreno         | Bernardo González        | José Javier Gil      |
| 1989         | José Manuel Moreno         | José Javier Gil          | Juan Domínguez       |
| 1990         | José Manuel Moreno         | José Antonio Escuredo    | Miguel Ángel Cabrero |
| 1991         | José Manuel Moreno         | José Antonio Escuredo    | Alberto Roca         |
| 1992         | José Antonio Escuredo      | José Miguel Revert       | José Gayá            |
| 1993         | José Manuel Moreno         | José Antonio Escuredo    | Juan Manuel Sánchez  |
| 1994         | Alberto Roca               | José Antonio Escuredo    | José Gayá            |
| 1995         | José Antonio Escuredo      | Alberto Roca             | David Cabrero (ca)   |
| 1996         | José Antonio Escuredo      | David Cabrero (ca)       | Juan Manuel Sánchez  |
| 1997         | José Antonio Escuredo      | Salvador Melià           | David Cabrero (ca)   |
| 1998         | José Manuel Moreno         | José Antonio Villanueva  | David Cabrero (ca)   |
| 1999         | José Antonio Escuredo      | Diego Ortega             | Juan Adrover         |
| 2000         | Salvador Melià             |                          |                      |
| 2001         | José Antonio Villanueva    | Salvador Melià           | Rafael Fernández     |
| 2002         | José Antonio Villanueva    | Salvador Melià           | Rubén Villanueva     |
| 2003         | José Antonio Villanueva    | Salvador Melià           | Javier Azkue         |
| 2004         | José Antonio Escuredo      | Salvador Melià           | Rubén Donet          |
| 2005         | Alfred Moreno              | Javier Azkue             | Haitz Larrinaga      |
| 2006         | José Antonio Villanueva    | Alfred Moreno            | Itmar Esteban        |
| 2007         | José Antonio Villanueva    | Itmar Esteban            | Salvador Melià       |
| 2008         | Álvaro Alonso              | Itmar Esteban            | Alfred Moreno        |
| 2009         | José Antonio Escuredo      | Alfred Moreno            | Itmar Esteban        |
| 2010         | Itmar Esteban              | Alfred Moreno            | Javier Rodríguez     |
| 2011         | José Antonio Escuredo      | Hodei Mazkiarán          | Rubén Donet          |
| 2012         | José Moreno                | Sergio Aliaga            | Itmar Esteban        |
| 2013         | Juan Peralta               | José Moreno              | Sergio Aliaga        |
| 2014         | Juan Peralta               | Sergio Aliaga            | José Moreno          |
| 2015         | Juan Peralta               | Sergio Aliaga            | José Moreno          |
| 2016         | Juan Peralta               | José Moreno              | Sergio Aliaga        |
| 2017         | Juan Peralta               | José Moreno              | Jaime Vega           |
| 2018         | Juan Peralta               | José Moreno              | Jaime Vega           |
| 2019         | José Moreno                | Juan Peralta             | Sergio Aliaga        |
| 2020         | Juan Peralta               | Ekain Jiménez            | Alejandro Martínez   |
| 2021         | Juan Peralta               | José Moreno              | Alejandro Martínez   |
| 2022         | Alejandro Martínez         | José Moreno              | Ekain Jiménez        |
| 2023         | José Moreno                | Alejandro Martínez       | Ekain Jiménez        |
| 2024         | José Moreno                | Ekain Jiménez            | Esteban Sánchez      |

#### Vitesse par équipes
| Année | Vainqueur                                                                  | Deuxième                                                                         | Troisième                                                                      |
| ----- | -------------------------------------------------------------------------- | -------------------------------------------------------------------------------- | ------------------------------------------------------------------------------ |
| 1994  | Communauté valencienne Salvador Melià José Barea Fernando Escoda           | Communauté de Madrid David Cabrero (ca) I. Pérez V. Villanueva                   | Andalousie A. García Diego Ortega F. Frontado                                  |
| 1995  | Andalousie José Manuel Moreno Diego Ortega Juan Manuel Sánchez             | Catalogne José Antonio Escuredo Isaac Gálvez Rubén Villanueva                    | Aragon A. Roca Ricardo Esqués J. Berna                                         |
| 1996  | Andalousie A. García Diego Ortega Juan Manuel Sánchez                      | Îles Baléares José Gayá T. Porras B. Macías                                      | Catalogne Sergi Escobar Gerard Bertrán R. Muriel                               |
| 1997  | Catalogne José Antonio Escuredo Isaac Gálvez Gerard Bertrán                | Andalousie                                                                       | Communauté valencienne                                                         |
| 1998  | Andalousie José Manuel Moreno Diego Ortega Juan Manuel Sánchez             | Catalogne José Antonio Escuredo Isaac Gálvez Rubén Villanueva                    | Communauté de Madrid David Cabrero (ca) José Antonio Villanueva M. Hernández   |
| 1999  | Andalousie José Antonio Escuredo Diego Ortega Juan Manuel Sánchez          | Communauté de Madrid David Cabrero (ca) José Antonio Villanueva S. Robles        | Communauté valencienne J. A. Cantos Salvador Melià Vicente Grau (es)           |
| 2000  | Communauté de Madrid David Cabrero (ca) T. Sánchez José Antonio Villanueva | Catalogne T. Villanueva Antonio Miguel Parra (en) J. D. Tajuelo                  | Andalousie A. Velázquez C. Aguilar José Carlos Sánchez                         |
| 2001  | Communauté de Madrid David Cabrero (ca) I. Pérez José Antonio Villanueva   | Catalogne J. J. Hernández Adrià Sabaté T. Villanueva                             | Communauté valencienne Rubén Donet Adrián Sánchez Salvador Melià               |
| 2002  | Communauté valencienne Salvador Melià Rubén Donet Adrián Sánchez           | Communauté de Madrid I. Pérez David Cabrero (ca) José Antonio Villanueva         | Catalogne Itmar Esteban Adrià Sabaté T. Villanueva                             |
| 2003  | Communauté valencienne Salvador Melià Rafael Fernández Adrián Sánchez      | Catalogne José Antonio Escuredo Itmar Esteban Alfred Moreno                      | Pays basque Xabier Artola Javier Azkue Haitz Larrinaga                         |
| 2004  | Communauté valencienne Salvador Melià Rubén Donet Adrián Sánchez           | Murcie Alfonso Gómez Javier Rodríguez Pedro José Vera                            | Catalogne Alfred Moreno Joan Font Antonio José Clua                            |
| 2005  | Catalogne José Antonio Escuredo Itmar Esteban Alfred Moreno                | Murcie Alfonso Gómez Javier Rodríguez Pedro José Vera                            | Communauté de Madrid Pablo Galán J. Varas José Antonio Villanueva              |
| 2006  | Catalogne José Antonio Escuredo Itmar Esteban Alfred Moreno                | Communauté valencienne Salvador Melià Rubén Donet Adrián Sánchez                 | Murcie Pedro José Fructuoso Alfonso Gómez Javier Rodríguez                     |
| 2007  | Catalogne José Antonio Escuredo Itmar Esteban Alfred Moreno                | Communauté valencienne Salvador Melià Rubén Donet Juan Manuel Martínez           | Murcie Alfonso Gómez Javier Rodríguez Gabriel Lorca                            |
| 2008  | Catalogne José Antonio Escuredo Itmar Esteban Alfred Moreno                | Communauté valencienne Salvador Melià Rubén Donet Guillermo Ferrer               | Murcie Alfonso Gómez Javier Rodríguez Gabriel Lorca                            |
| 2009  | Catalogne José Antonio Escuredo Itmar Esteban Alfred Moreno                | Îles Baléares José Alberto Ibáñez José Soriano Josep Olives                      | Murcie Pablo Bernal Javier Rodríguez Gabriel Lorca                             |
| 2010  | Îles Baléares David Alonso Tomeu Gelabert David Muntaner                   | Navarre Sergio Aliaga Javier Elarre Juan Peralta                                 | Catalogne Itmar Esteban Alfred Moreno Adrià Sabaté                             |
| 2011  | Îles Baléares David Alonso José Miguel Caldentey Rubén Donet               | Navarre Sergio Aliaga Javier Elarre Juan Peralta                                 | Catalogne Gerard García Alfred Moreno Adrià Sabaté                             |
| 2012  | Navarre Juan Peralta Sergio Aliaga José Moreno                             | Communauté valencienne Rubén Donet Tomeu Gelabert Rubén Sánchez                  | Estrémadure Cristian Galván Francisco López José Francisco Rodríguez           |
| 2013  | Navarre Juan Peralta Sergio Aliaga José Moreno                             | Murcie Pablo Bernal Javier Rodríguez Pedro José Vera                             | Asturies Luis Junquera Pablo Sánchez Jaime Vega                                |
| 2014  | Navarre Juan Peralta Sergio Aliaga José Moreno                             | Catalogne Itmar Esteban Ferran López Manel Usach                                 | Asturies Luis Junquera Pablo Sánchez Jaime Vega                                |
| 2015  | Navarre Juan Peralta Sergio Aliaga César Octavio Ayala                     | Catalogne Itmar Esteban Alfred Moreno Manel Usach                                | Communauté valencienne Antonio Gavilán Francisco López Sergi Mora              |
| 2016  | Catalogne Ferran López Itmar Esteban Manel Usach                           | Îles Baléares Josep Blanco Miguel Enrique Martín Llorenç Tomàs                   | Navarre Juan Peralta Sergio Aliaga Marcos Rondán                               |
| 2017  | Navarre Juan Peralta Sergio Aliaga Enrique Sanz                            | Catalogne Ferran López Itmar Esteban Manel Usach                                 | Îles Baléares Josep Blanco Miguel Enrique Martín Llorenç Tomàs                 |
| 2018  | Catalogne Gerard García Itmar Esteban Manel Usach                          | Asturies Pablo Sánchez Jaime Vega David Álvarez                                  | Communauté valencienne Alejandro Martínez Sergi Mora Mikel Montoro             |
| 2019  | Pays basque Ekain Jiménez Iñaki Lekuona Aritz Urra                         | Catalogne Gerard García Itmar Esteban Manel Usach                                | Castille-La Manche Vicente García de Mateos José Antonio Chillerón José Moreno |
| 2021  | Catalogne Gerard García Itmar Esteban Manel Usach                          | Castille-La Manche Marcos Jurado José Moreno Francesco Javier Perona             | Îles Baléares Francesc Bennassar Joan Martí Bennassar Xavier Cañellas          |
| 2022  | Communauté valencienne Daniel Sánchez Gerard Montoro Alejandro Martínez    | Catalogne Gerard García Itmar Esteban Manel Usach                                | Castille-et-León Víctor Abad Noel Martín Unai Díez Jorge Merino                |
| 2023  | Communauté valencienne David Ramón Ramos David Lucas Alejandro Martínez    | Catalogne Gerard García Itmar Esteban Manel Usach                                | Castille-La Manche José Moreno Francesco Javier Perona Carlos López Aroca      |
| 2024  | Catalogne Itmar Esteban Gerard García Manel Usach                          | Communauté de Madrid Carlos Pérez Esteban Sánchez Alberto Santos Rafael Martínez | Îles Baléares Guillem Guirao Joan Jurado Saúl Martínez                         |

#### Poursuite individuelle
| Année        | Vainqueur                  | Deuxième                   | Troisième                  |
| ------------ | -------------------------- | -------------------------- | -------------------------- |
| 1949         | Guillem Timoner            |                            |                            |
| 1950 (Prof.) | Juan Espín                 |                            |                            |
| 1950 (Amat.) | José Medico                | Santiago Mostajo (es)      |                            |
| 1951 (Prof.) | Guillem Timoner            |                            |                            |
| 1951 (Amat.) | José Saura (ca)            | Santiago Mostajo (es)      |                            |
| 1952 (Prof.) | Mariano Corrales (es)      |                            |                            |
| 1952 (Amat.) | José Medico                | J. Belmonte                |                            |
| 1953 (Prof.) | Miguel Bover               |                            |                            |
| 1954 (Prof.) | Miguel Bover               |                            |                            |
| 1955 (Prof.) | Miguel Bover               |                            |                            |
| 1955 (Amat.) | José Casanellas            | Juan Vicens                |                            |
| 1956 (Prof.) | Guillem Timoner            |                            |                            |
| 1956 (Amat.) | José García Mazo           |                            |                            |
| 1956 (Prof.) | José Ametller              | Francisco Tortellá (de)    |                            |
| 1957 (Amat.) | Francisco Olcina           | Germán Puchades            |                            |
| 1958 (Amat.) | Joan Vicens Mesquida       | Francisco Roig             |                            |
| 1959 (Prof.) | Antonio Carreras (ca)      |                            |                            |
| 1959 (Amat.) | Miguel Martorell (ca)      |                            |                            |
| 1960 (Prof.) | Antonio Carreras (ca)      |                            |                            |
| 1960 (Amat.) | Francisco Tortellà (ca)    |                            |                            |
| 1961 (Prof.) | Miguel Mora                |                            |                            |
| 1961 (Amat.) | José María Errandonea      | Jaime Mateu                |                            |
| 1962 (Prof.) | Miguel Mora                |                            |                            |
| 1962 (Amat.) | Juan Carlos Pérez Queiruga | José María Metaute         |                            |
| 1963 (Prof.) | Miguel Rigo                |                            |                            |
| 1963 (Amat.) | Luis Miró                  | Miguel Mas (ca)            |                            |
| 1964 (Prof.) | Francisco Tortellà (ca)    |                            |                            |
| 1964 (Amat.) | Miguel Mas (ca)            | Ramón Montero              |                            |
| 1965 (Prof.) | José María Errandonea      |                            |                            |
| 1965 (Amat.) | José Luis Pau              | José Arreche               |                            |
| 1966 (Amat.) | José Angueira              | José Luis Arenal           |                            |
| 1967 (Prof.) | José María Errandonea      |                            |                            |
| 1967 (Amat.) | Roberto Palavecino         | José Luis Arenal           |                            |
| 1968 (Amat.) | Daniel Yuste               | José Luis Pau              |                            |
| 1969 (Prof.) | Daniel Yuste               |                            |                            |
| 1969 (Amat.) | Roberto Palavecino         | José Luis Pau              |                            |
| 1970         | Roberto Palavecino         | Antonio Cerdà (es)         |                            |
| 1971         | Antonio Abad (ca)          | Valentín Zubieta           |                            |
| 1972         | Miguel Espinós (es)        |                            |                            |
| 1973         | Miguel Espinós (es)        |                            |                            |
| 1974         | Miguel Espinós (es)        |                            |                            |
| 1975         | Miguel Espinós (es)        |                            |                            |
| 1976         | Alonso                     |                            |                            |
| 1977         | José Recio                 |                            |                            |
| 1978         | Jaime Vilamajó             |                            |                            |
| 1979         | Jaime Vilamajó             |                            |                            |
| 1980         | Avelino Perea              |                            |                            |
| 1981         | Carlos Peregrina           |                            |                            |
| 1982         | Pello Ruiz Cabestany       | Juan Antonio Crespí        | Carlos Peregrina           |
| 1983         | Agustín Sebastiá           | Carlos Peregrina           | Juan Antonio Crespí        |
| 1984         | Pablo Moreno               | Agustín Sebastiá           | Herminio Díaz Zabala       |
| 1985         | Agustín Sebastiá           | Jesús Cruz Martín          | Serafín Riera              |
| 1986         | Agustín Sebastiá           | Serafín Riera              | Iván Alemany               |
| 1987         | Agustín Sebastiá           | Serafín Riera              | Manuel Delgado (es)        |
| 1988         | Agustín Sebastiá           | Xabier Isasa               | Eleuterio Mancebo          |
| 1989         | Eleuterio Mancebo          | Joan Llaneras              | Ramón Ros                  |
| 1990         | Bernardo González          | Eleuterio Mancebo          | Iñaki Aranguren            |
| 1991         | Eleuterio Mancebo          | Adolfo Alperi (ca)         | Iñaki Aranguren            |
| 1992         | Eleuterio Mancebo          | Santos González            | Jonathan Garrido           |
| 1993         | Jonathan Garrido           | José Francisco Jarque (ca) | Gerardo Benoit             |
| 1994         | Juan Martínez Oliver       | Santos González            | Antonio Tauler             |
| 1995         | Santos González            | Bernardo González          | Juan Martínez Oliver       |
| 1996         | Juan Martínez Oliver       | Miguel Alzamora            | Isaac Gálvez               |
| 1997         | Juan Martínez Oliver       | Antonio Tauler             | Sergi Escobar              |
| 1998         | Joan Llaneras              | Antonio Tauler             | Rubén Plaza                |
| 1999         | Sergi Escobar              | Joan Llaneras              | José Francisco Jarque (ca) |
| 2000         | Sergi Escobar              | Antonio Tauler             | Miguel Alzadora            |
| 2001         | Sergi Escobar              | Asier Maeztu               | Eneko Fernández            |
| 2002         | Sergi Escobar              | Carlos Castaño             | Cristóbal Forcadell        |
| 2003         | Sergi Escobar              | Carlos Castaño             | Asier Maeztu               |
| 2004         | Sergi Escobar              | Carlos Castaño             | David Muntaner             |
| 2005         | Carlos Castaño             | Asier Maeztu               | Eloy Teruel                |
| 2006         | Sergi Escobar              | Antonio Tauler             | David Muntaner             |
| 2007         | Sergi Escobar              | Antonio Tauler             | Asier Maeztu               |
| 2008         | Sergi Escobar              | Asier Maeztu               | Antonio Tauler             |
| 2009         | David Muntaner             | Sergi Escobar              | Asier Maeztu               |
| 2010         | Sergi Escobar              | Asier Maeztu               | David Muntaner             |
| 2011         | David Muntaner             | Sebastián Mora             | Eloy Teruel                |
| 2012         | David Muntaner             | Sebastián Mora             | Illart Zuazubiskar         |
| 2013         | Sebastián Mora             | Illart Zuazubiskar         | Pablo Bernal               |
| 2014         | Sebastián Mora             | Albert Torres              | Illart Zuazubiskar         |
| 2015         | Sebastián Mora             | Diego Rubio                | Vicente García de Mateos   |
| 2016         | Albert Torres              | Sebastián Mora             | Vicente García de Mateos   |
| 2017         | Albert Torres              | Sebastián Mora             | Illart Zuazubiskar         |
| 2018         | Sebastián Mora             | Albert Torres              | Eloy Teruel                |
| 2019         | Albert Torres              | Eloy Teruel                | Illart Zuazubiskar         |
| 2020         | Eloy Teruel                | Illart Zuazubiskar         | Erik Martorell             |
| 2021         | Erik Martorell             | Illart Zuazubiskar         | Jaime Romero               |
| 2022         | Joan Martí Bennassar       | Jaime Romero               | Eloy Teruel                |
| 2023         | Joan Martí Bennassar       | Francesc Bennassar         | Alejandro Merenciano       |
| 2024         | Francesc Bennassar         | Álvaro Navas               | Eloy Teruel                |

#### Poursuite par équipes
| Année | Vainqueur                                                                                            | Deuxième                                                                                            | Troisième |
| ----- | --- | --------------------------------------------------------------------------------------------------- | --- |
| 1974  | Guipuscoa                                                                                            | | |
| 1975  | Îles Baléares Fernando Benejam Jaime Bordoy Bartolomé Caldentey (es) Miguel Espinós (es)             | | |
| 1976  | Catalogne José F. Bellido Jordi Olives Ramón Peremartí Jaime Vilamajó                                | | |
| 1977  | Guipuscoa                                                                                            | | |
| 1978  | Guipuscoa Juan I. Elosegui Vicente Iza Avelino Perea Carlos Peregrina                                | | |
| 1979  | Guipuscoa Juan I. Elosegui Carlos Peregrina J. Ruiz Vielba                                           | | |
| 1980  | Guipuscoa Francisco Domingo Juan I. Elosegui Avelino Perea Carlos Peregrina                          | | |
| 1981  | Guipuscoa Juan I. Elosegui Carlos Peregrina Pello Ruiz Cabestany Fernando Olloquiegui                | | |
| 1982  | Guipuscoa                                                                                            | Îles Baléares                                                                                       | Alicante |
| 1983  | Guipuscoa Juan I. Elosegui Carlos Peregrina Pello Ruiz Cabestany Jacques Otegui                      | Communauté de Madrid                                                                                | Îles Baléares                                                                                                |
| 1984  | Province de Castellón José Luis Vicent Antonio Gavara Agustín Sebastiá José Antonio Artigas          | Communauté de Madrid                                                                                | Guipuscoa |
| 1985  | Communauté de Madrid Jesús Cruz Martín Casimiro Moreda (es) Pablo Moreno José Carlos Pliego          | Alicante                                                                                            | Guipuscoa |
| 1986  | Province de Castellón José Luis Vicent Sebastián Monlleo Agustín Sebastiá José Antonio Artigas       | Valence                                                                                             | Catalogne |
| 1987  | Communauté valencienne Eleuterio Mancebo Miguel Ángel Toledo Agustín Sebastiá Gavilán                | Guipuscoa Xabier Isasa M. Garmendia Jacques Otegui Manuel Delgado (es)                              | Catalogne D. Maya D. Moreno J. A. Anguera Cruz                                                               |
| 1988  | Guipuscoa Xabier Usabiaga Uranda Xabier Isasa José Antonio Martiarena                                | Îles Baléares Joan Llaneras Ramón Ros T. Porras Joan C. Tomás                                       | Communauté valencienne Miguel Ángel Toledo Agustín Sebastiá Eleuterio Mancebo G. Humanes                     |
| 1989  | Îles Baléares Serafín Riera Ramón Ros Joan Llaneras Joan C. Tomás                                    | Guipuscoa Xabier Isasa Abraham Olano Imanol Mugarza Iñaki Aranguren                                 | Communauté valencienne Miguel Ángel Toledo Eleuterio Mancebo G. Humanes Gavilán                              |
| 1990  | Pays basque Iñaki Aranguren Pérez Xabier Isasa Imanol Mugarza                                        | Communauté valencienne Eleuterio Mancebo G. Humanes José Vicente Fontestad Iván Alemany             | Région de Murcie Bernardo González Noguera Pascual Hernández                                                 |
| 1991  | Communauté valencienne Eleuterio Mancebo Gregorio Humanes Vicente Benaches José Barea                | Pays basque Iñaki Aranguren Xabier Isasa Imanol Mugarza U. Arrinda                                  | Îles Baléares Joan C. Tomás J. Adrover M. Mir Gabriel Aynat                                                  |
| 1992  | Communauté valencienne Eleuterio Mancebo Fernando Escoda Vicente Benaches José Barea Santos González | Catalogne Jonathan Garrido José Antonio Escuredo Alonso Gil                                         | Aragon Alberto Roca J. Berna Lavilla Ezquerra                                                                |
| 1993  | Communauté valencienne José Francisco Jarque Miguel Ángel Toledo José Barea Santos González          | Pays basque Gerardo Benoit Joseba Olaso Igor Miner Imanol Mugarza                                   | Catalogne Carlos Torrent José Antonio Escuredo Jonathan Garrido Añón                                         |
| 1994  | Communauté valencienne Fernando Escoda Iván Herrero Guillermo Ferrer Santos González                 | Catalogne Isaac Gálvez Jonathan Garrido Codina Sánchez                                              | Îles Baléares Miguel Alzamora José Gayá Antonio Tauler B. Pomar                                              |
| 1995  | Catalogne Isaac Gálvez Jonathan Garrido Codina Sánchez                                               | Communauté valencienne Santos González Miguel Ángel Toledo Iván Herrero Guillermo Ferrer            | Îles Baléares Miguel Alzamora José Gayá Armengual Jorge García Campalans                                     |
| 1996  | Communauté valencienne José Francisco Jarque V. Calvo Guillermo Ferrer Santos González               | Catalogne Isaac Gálvez J.M. Fernández J. Berzosa Joan Llaneras                                      | Andalousie Juan Martínez Oliver J.M. Coca A. García M. López Pozuelo                                         |
| 1997  | Catalogne Isaac Gálvez Sergi Escobar J.M. Fernández O. Gomis                                         | Communauté valencienne Iván Herrero Guillermo Ferrer M.A. Martínez R. Chaparro                      | Îles Baléares Antonio Tauler Antonio Colom M. Pons L.J. Arce                                                 |
| 1998  | Îles Baléares Jorge García Campalans Miguel Alzamora Joan Llaneras Antonio Tauler                    | Catalogne Carlos Torrent Isaac Gálvez Xavier Florencio O. Gomis                                     | Pays basque Mikel Astarloza F. Hernández Asier Maeztu G. Urtizberea                                          |
| 1999  | Catalogne Isaac Gálvez Sergi Escobar Carles Torrent Xavier Florencio                                 | Communauté valencienne Rubén Plaza José Francisco Jarque Javier Carrión D. Navarro                  | Pays basque F. Hernández Ion Azkune Asier Maeztu Unai Elorriaga                                              |
| 2000  | Catalogne Isaac Gálvez Sergi Escobar Carles Torrent David Regal                                      | Communauté valencienne José Francisco Jarque Cristóbal Forcadell Javier Carrión Silvestre Callau    | Îles Baléares Miguel Alzamora Raúl Portilla Vicente Reynés Antonio Tauler                                    |
| 2001  | Communauté valencienne Javier Carrión Cristóbal Forcadell Guillermo Ferrer D. Navarro                | Catalogne Sergi Escobar David Llauradó David Regal Juan de Dios Tajuelo                             | Pays basque Aitor Alonso M. Elorriaga Asier Maeztu J. Uriel E. Fernández                                     |
| 2002  | Communauté valencienne Javier Carrión Cristóbal Forcadell Guillermo Ferrer Iván Díaz Boj             | Îles Baléares Miguel Alzamora Joan Llaneras David Muntaner F. Martí                                 | Catalogne Sergi Escobar Antonio Miguel Parra (en) A. Moreno David Regal                                      |
| 2003  | Catalogne I. Escolà Sergi Escobar Sebastián Franco Antonio Miguel Parra (en)                         | Communauté valencienne Javier Carrión I. Díaz Guillermo Ferrer Cristóbal Forcadell                  | Communauté de Madrid Carlos Castaño Fausto Lorenzo D. Gómez José Francisco Rodríguez                         |
| 2004  | Catalogne Albert Ramiro Sergi Escobar Sebastián Franco Antonio Miguel Parra (en)                     | Communauté valencienne Guillermo Ferrer Cristóbal Forcadell I. Díaz X. Solaz                        | Communauté de Madrid Carlos Castaño José Antonio Carrasco J. Carrasco José Francisco Rodríguez               |
| 2005  | Pays basque Asier Maeztu Aitor Alonso Unai Elorriaga Mikel Gaztañaga                                 | Catalogne Sebastián Franco Carlos Torrent Antonio Miguel Parra (en) Joaquín Soler                   | Communauté de Madrid Carlos Castaño Francisco Javier Carrasco José Antonio Carrasco José Francisco Rodríguez |
| 2006  | Catalogne Carles Torrent Sergi Escobar Antonio Miguel Parra (en) Joaquim Soler Iturralde             | Région de Murcie Pedro José Vera David Calatayud Pablo Bernal Eloy Teruel                           | Communauté de Madrid Carlos Castaño Francisco Javier Carrasco José Antonio Carrasco José Francisco Rodríguez |
| 2007  | Catalogne Carles Torrent Sergi Escobar Antonio Miguel Parra (en) Albert Ramiro                       | Région de Murcie Pedro José Vera Pablo Bernal Eloy Teruel Jesús Buendía                             | Îles Baléares Miguel Alzamora David Muntaner Antonio Tauler Jaume Muntaner                                   |
| 2008  | Îles Baléares Albert Torres Miguel Alzamora David Muntaner Antonio Tauler                            | Catalogne Sergi Escobar Antonio Miguel Parra (en) David Llauradó Carlos Herrero                     | Région de Murcie Pedro José Vera Eloy Teruel Pedro José Fructuoso David Calatayud                            |
| 2009  | Catalogne Carles Torrent Sergi Escobar Antonio Miguel Parra (en) Carlos Herrero                      | Région de Murcie Pablo Bernal Eloy Teruel Pedro José Fructuoso David Calatayud                      | Communauté valencienne Ramón Domene Guillermo Ferrer Gabriel Hernández José Luis Ruiz                        |
| 2010  | Région de Murcie Rubén Fernández Pablo Bernal Eloy Teruel Luis León Sánchez                          | Catalogne Sergi Escobar Airán Fernández Joan Font Antonio Miguel Parra (en)                         | Îles Baléares Albert Torres David Muntaner Vicente Pastor Juan Carlos Riutort                                |
| 2011  | Îles Baléares Albert Torres Jaume Muntaner David Muntaner Vicente Pastor                             | Région de Murcie Pablo Bernal Rubén Fernández Fernando Reche Eloy Teruel                            | Catalogne Sergi Escobar Joan Font Cristian Astals David de la Cruz                                           |
| 2012  | Îles Baléares Albert Torres Jaume Muntaner David Muntaner Francisco Martí                            | Région de Murcie Pablo Bernal Rubén Fernández Eloy Teruel Salvador Guardiola                        | Pays basque Unai Elorriaga Iban Leanizbarrutia Asier Maeztu Illart Zuazubiskar                               |
| 2013  | Îles Baléares Albert Torres Jaume Muntaner David Muntaner Vicente Pastor                             | Région de Murcie Pablo Bernal Antonio Jesús Soto Salvador Guardiola Pedro José Vera                 | Catalogne Cristian Astals Airán Fernández Marc Soler Miguel Muñoz                                            |
| 2014  | Îles Baléares Albert Torres Marc Buades Jaume Muntaner Vicente Pastor                                | Pays basque Unai Elorriaga Illart Zuazubiskar Jon Irisarri Ander Alonso                             | Catalogne Francisco Espuny Bernat Font Oriol Beltrán R. Martínez                                             |
| 2015  | Îles Baléares Albert Torres Xavier Cañellas Jaume Muntaner David Muntaner                            | Pays basque Illart Zuazubiskar Ander Alonso Jon Irisarri Gorka Etxabe                               | Communauté valencienne Julio Alberto Amores Sebastián Mora Óscar Pelegrí Francisco Martínez                  |
| 2016  | Îles Baléares Albert Torres Marc Buades Xavier Cañellas Toni Ballester                               | Pays basque Unai Elorriaga Illart Zuazubiskar Gorka Etxabe Aitor Rey                                | Communauté valencienne Julio Alberto Amores Sebastián Mora Francisco Martínez Noel Gil                       |
| 2017  | Îles Baléares Albert Torres Marc Buades Xavier Cañellas Joan Martí Bennassar                         | Communauté valencienne Sebastián Mora Óscar Pelegrí Josué Gómez Manuel Peñalver                     | Pays basque Illart Zuazubiskar Aitor Rey Luis María Garikano Oier Ibarguren                                  |
| 2018  | Îles Baléares Albert Torres Marc Buades Xavier Cañellas Pau Llaneras                                 | Pays basque Illart Zuazubiskar Aitor Rey Unai Iribar Urko Semperena                                 | Communauté valencienne Julio Alberto Amores Sebastián Mora Óscar Pelegrí Josué Gómez                         |
| 2019  | Îles Baléares Albert Torres Marc Buades Xavier Cañellas Josep Blanco                                 | Pays basque Illart Zuazubiskar Unai Iribar Xabier Mikel Azparren Ekain Jiménez                      | Région de Murcie Eloy Teruel Antonio Jesús Soto Alberto Pérez José María García                              |
| 2020  | Région de Murcie Eloy Teruel Alberto Pérez José María García Víctor Romero                           | Communauté de Madrid Alberto Serrano Javier Serrano Raúl García Pierna Pablo García Francés         | Pays basque Xabier Mikel Azparren Iñaki Díaz Iñaki Lekuona Aritz Urra                                        |
| 2021  | Pas organisé                                                                                         | Pas organisé                                                                                        | Pas organisé                                                                                                 |
| 2022  | Îles Baléares Joan Martí Bennassar Francesc Bennassar Xavier Cañellas Sergi Amengual                 | Région de Murcie Eloy Teruel Alberto Pérez José María García Miguel Ángel Ballesteros               | Communauté valencienne Josué Gómez Alejandro Merenciano Joel Villaverde José Segura                          |
| 2023  | Îles Baléares Joan Martí Bennassar Francesc Bennassar Xavier Cañellas Sergi Amengual Llorenç Tomás   | Communauté valencienne Alejandro Merenciano José Segura Mario Álvarez Agustín Sebastiá Ricardo Díaz | Région de Murcie Eloy Teruel Alberto Pérez José María García Francisco García Rus Pedro Izquierdo            |
| 2024  | Îles Baléares Sergi Amengual Joan Martí Bennassar Francesc Bennassar Llorenç Tomás Elies Ros         | Communauté valencienne Mario Álvarez Alejandro Merenciano José Segura Sergio Serrano                | Catalogne Tomás Deosdat Erik Martorell Jaume Villar Iván Viladrich                                           |

#### Course aux points
| Année     | Vainqueur                | Deuxième              | Troisième             |
| --------- | ------------------------ | --------------------- | --------------------- |
| 1942      | Miguel Llompart (ca)     |                       |                       |
| 1943-1946 | Pas organisé             |                       |                       |
| 1947      | Guillermo Timoner        |                       |                       |
| 1948-1949 | Pas organisé             |                       |                       |
| 1950      | Antonio Navarro          | Alfredo Esmatges (es) |                       |
| 1951      | Antonio Navarro          | Antonio Escuredo      |                       |
| 1952      | Santiago Mostajo         | Blas Bernal (es)      |                       |
| 1953-1959 | Pas organisé             |                       |                       |
| 1960      | Antonio García           | Miguel Mora           |                       |
| 1961      | Sebastián Sastre         | Bartolomé Llodrá      |                       |
| 1962      | Miquel Mas (ca)          | Jaime Mateu           |                       |
| 1963      | Jorge Cañellas           | Manuel Conejo         |                       |
| 1964      | Jorge Cañellas           | Gabriel Mascaró       |                       |
| 1965-1971 | Pas organisé             |                       |                       |
| 1972      | José Luis Novillo        |                       |                       |
| 1973      | Bartolomé Caldentey (es) |                       |                       |
| 1974      | Manuel Rodríguez         |                       |                       |
| 1975      | Jaime Bordoy             |                       |                       |
| 1976      | Jordi Olives             |                       |                       |
| 1977      | Pas organisé             |                       |                       |
| 1978      | Vicente Iza              |                       |                       |
| 1979      | Juan Ignacio Elosegui    |                       |                       |
| 1980      | Avelino Perea (de)       |                       |                       |
| 1981      | J. Piñero                |                       |                       |
| 1982      | Carlos Peregrina         | Jaime Pou             | José Antonio Artigas  |
| 1983      | Pello Ruiz Cabestany     | Jesús Cruz Martín     | Carlos Peregrina      |
| 1984      | Manuel Delgado (es)      | J.M. Goñi             | Casimiro Moreda (es)  |
| 1985      | Jacques Otegui           | Joaquín Hernández     | José Andrés Ripoll    |
| 1986      | Serafín Riera            | José Juan Cañellas    | Jorge Luis Vincent    |
| 1987      | Diego Maya               | Jacques Otegui        | Miguel Ángel Toledo   |
| 1988      | Eleuterio Anguita        | Miguel Ángel Toledo   | Gregorio Humanes      |
| 1989      | Miguel Ángel Toledo      | José Sánchez          | Ramón Ros             |
| 1990      | Iñaki Aranguren          | Víctor Manuel Gómez   | Salvador Corbera      |
| 1991      | Gabriel Aynat            | Iñaki Aranguren       | Gregorio Humanes      |
| 1992      | Fernando Escoda          | Gabriel Aynat         | Santos González       |
| 1993      | Santos González          | Carles Torrent        | Juan Carlos Martín    |
| 1994      | Ángel Valero             | Miguel Ángel Toledo   | Carles Torrent        |
| 1995      | Miguel Alzamora          | Joseba Olaso          | Juan M. Sánchez       |
| 1996      | Juan Martínez Oliver     | Guillermo Ferrer      | Carles Torrent        |
| 1997      | Iván Herrero             | Guillermo Ferrer      | Marc Pons             |
| 1998      | Joan Llaneras            | Miguel Alzamora       | Mikel Astarloza       |
| 1999      | Carles Torrent           | Joan Llaneras         | Isaac Gálvez          |
| 2000      | Miguel Alzamora          | Diego Rodríguez       | Isaac Gálvez          |
| 2001      | Miguel Alzamora          | Sergi Escobar         | Isaac Gálvez          |
| 2002      | Joan Llaneras            | Mikel Gaztañaga       | Miguel Alzamora       |
| 2003      | Jesús Buendía            | Iván Díaz             | Miguel Alzamora       |
| 2004      | Carlos Castaño           | Sebastián Franco      | Joaquín Soler         |
| 2005      | Unai Elorriaga           | Carles Torrent        | Carlos Castaño        |
| 2006      | Carles Torrent           | Santos González       | Miguel Alzamora       |
| 2007      | Sergi Escobar            | Jesús Buendía         | Unai Elorriaga        |
| 2008      | Joan Llaneras            | Eloy Teruel           | Sergi Escobar         |
| 2009      | Unai Elorriaga           | David Muntaner        | Eloy Teruel           |
| 2010      | Sergi Escobar            | Eloy Teruel           | José Antonio Carrasco |
| 2011      | David Muntaner           | Eloy Teruel           | Unai Elorriaga        |
| 2012      | Albert Torres            | Eloy Teruel           | Unai Elorriaga        |
| 2013      | David Muntaner           | Juan Carlos Riutort   | Sebastián Mora        |
| 2014      | Albert Torres            | Sebastián Mora        | Unai Elorriaga        |
| 2015      | Albert Torres            | Sebastián Mora        | Noel Martín           |
| 2016      | Sebastián Mora           | Julio Alberto Amores  | Albert Torres         |
| 2017      | Albert Torres            | Sebastián Mora        | Óscar Pelegrí         |
| 2018      | Eloy Teruel              | Sebastián Mora        | Albert Torres         |
| 2019      | Albert Torres            | Eloy Teruel           | Óscar Pelegrí         |
| 2020      | Eloy Teruel              | Illart Zuazubiskar    | Joan Martí Bennassar  |
| 2021      | Xavier Cañellas          | Marcos Jurado         | Raúl Granados         |
| 2022      | Joan Martí Bennassar     | José María García     | Xavier Cañellas       |
| 2023      | Albert Torres            | Xavier Cañellas       | Eloy Teruel           |
| 2024      | Jaime Romero             | Erik Martorell        | Noel Martín           |

#### Américaine
| Année     | Vainqueur                                                   | Deuxième                                                    | Troisième                                                  |
| --------- | ----------------------------------------------------------- | ----------------------------------------------------------- | ---------------------------------------------------------- |
| 1952      | Jordi Clarós Juan Espín                                     |                                                             |                                                            |
| 1953      | Alberto Sant Pedro Sant                                     |                                                             |                                                            |
| 1954-1961 | Pas organisé                                                | Pas organisé                                                | Pas organisé                                               |
| 1962      | Miguel Bover Miguel Poblet                                  |                                                             |                                                            |
| 1963-1968 | Pas organisé                                                | Pas organisé                                                | Pas organisé                                               |
| 1969      | José Gómez Lucas Daniel Yuste                               |                                                             |                                                            |
| 1970-1972 | Pas organisé                                                | Pas organisé                                                | Pas organisé                                               |
| 1973      | Antonio Abad (ca) Miguel Espinós (es)                       |                                                             |                                                            |
| 1974      | Miguel Espinós (es) Miguel Adrover                          |                                                             |                                                            |
| 1975      | Miguel Espinós (es) Jaime Bordoy                            |                                                             |                                                            |
| 1976-1977 | Pas organisé                                                | Pas organisé                                                | Pas organisé                                               |
| 1978      | Guipuscoa Avelino Perea Carlos Peregrina                    |                                                             |                                                            |
| 1979      | Guipuscoa Avelino Perea Carlos Peregrina                    |                                                             |                                                            |
| 1980      | Guipuscoa Avelino Perea Carlos Peregrina                    |                                                             |                                                            |
| 1981      | Guipuscoa Avelino Perea Carlos Peregrina                    |                                                             |                                                            |
| 1982      | Guipuscoa Ramón Cousillas Fernando Olloquiegui              |                                                             |                                                            |
| 1983      | Communauté de Madrid Pablo Moreno Juan Carlos Pliego        |                                                             |                                                            |
| 1984      | Communauté de Madrid Jesús Cruz Martín Juan Carlos Pliego   | Catalogne J.C. Reina M. Bascú                               | Aragon G. Pérez J. A. Moyano                               |
| 1985      | Communauté de Madrid Jesús Cruz Martín Juan Carlos Pliego   | Îles Baléares Serafín Riera Agustín Sebastiá                | Province d'Alicante José Andrés Ripoll García              |
| 1986      | Communauté valencienne Juan Alandete José Ricardo Soler     | Province de Castellón Gregorio Humanes José Antonio Artigas | Îles Baléares Serafín Riera José Juan Cañellas             |
| 1987      | Catalogne Juan Anguera Daniel Moreno Martínez               | Îles Baléares Agustín Sebastiá Sebastián Monlleó            | Guipuscoa Aitor Urbieta Joseba Aranguren                   |
| 1988      | Communauté valencienne Eleuterio Mancebo Agustín Sebastiá   | Guipuscoa Joseba Aranguren Iñaki Aiarzaguena (es)           | Îles Baléares Ramón Ros Joan Llaneras                      |
| 1989      | Guipuscoa 1 Xabier Isasa Imanol Mugarza                     | Guipuscoa 2 Joseba Aranguren Balzola                        | Catalogne Damunt Yus                                       |
| 1990      | Pays basque Iñaki Aiarzagüena Imanol Mugarza                | Communauté valencienne Eleuterio Mancebo Juan Alandete      | Îles Baléares Martín Sastre                                |
| 1991      | Pays basque Iñaki Aranguren Imanol Mugarza                  | Îles Baléares Gabriel Aynat Miguel Riera                    | Aragon Alberto Roca José Berna                             |
| 1992      | Aragon Alberto Roca José Berna                              | Îles Baléares Gabriel Aynat Miguel Riera                    | Communauté valencienne Eleuterio Mancebo Santos González   |
| 1993      | Communauté valencienne José Barea Santos González           | Pays basque Óscar Aranguren Imanol Mugarza                  | Îles Baléares Serafín Riera Miguel Alzamora                |
| 1994      | Pays basque Oier Alberdi Joseba Olaso                       | Communauté valencienne Fernando Escoda Iván Herrero         | Aragon Alberto Roca José Berna                             |
| 1995      | Pays basque Oier Alberdi Joseba Olaso                       | Îles Baléares Miguel Alzamora José Gayà                     | Communauté valencienne Guillermo Ferrer Iván Herrero       |
| 1996      | Îles Baléares Toni Porras Miguel Alzamora                   | Catalogne Carlos Torrent Gerard Bertrán                     | Région de Murcie Bernardo González Francisco José Rojo     |
| 1997      | Communauté valencienne Iván Herrero Guillermo Ferrer        | Communauté de Madrid 1 José Javier Gaspar Gonzalo Pato      | Communauté de Madrid 2 Marcos de la Mata Diego Rodríguez   |
| 1998      | Catalogne Isaac Gálvez Xavier Florencio                     | Pays basque Mikel Astarloza Asier Maeztu                    | Communauté valencienne Iván Herrero Cristóbal Forcadell    |
| 1999      | Pas organisé                                                | Pas organisé                                                | Pas organisé                                               |
| 2000      | Communauté valencienne José Francisco Jarque Javier Carrión | Pays basque Unai Elorriaga Feliciano Hernández              | Catalogne Joaquín Soler Francisco Guash                    |
| 2001      | Pays basque Asier Maeztu Aitor Alonso                       | Îles Baléares Francisco Martí Miguel Alzamora               | Communauté valencienne Cristóbal Forcadell Iván Díaz       |
| 2002      | Castille-et-León Abraham del Caño Jorge Merino              | Région de Murcie Álvaro Noguera Pedro Luis Castillo         | Communauté valencienne Guillermo Ferrer Javier Carrión     |
| 2003      | Communauté valencienne Guillermo Ferrer Javier Carrión      | Pays basque Asier Maeztu Aitor Alonso                       | Îles Baléares Francisco Martí Miguel Alzamora              |
| 2004      | Catalogne Antonio Miguel Parra (en) Sergi Escobar           | Pays basque Asier Maeztu Aitor Alonso                       | Îles Baléares Francisco Martí Miguel Alzamora              |
| 2005      | Pays basque 1 Asier Maeztu Mikel Gaztañaga                  | Pays basque 2 Unai Elorriaga Aitor Alonso                   | Andalousie Augusto Callejo Javier Gómez-Hidalgo            |
| 2006      | Catalogne Carles Torrent Antonio Miguel Parra (en)          | Pays basque Unai Elorriaga Mikel Gaztañaga                  | Îles Baléares Joan Llaneras David Muntaner                 |
| 2007      | Pays basque Unai Elorriaga Aitor Alonso                     | Catalogne Carles Torrent Antonio Miguel Parra (en)          | Îles Baléares Antonio Tauler David Muntaner                |
| 2008      | Îles Baléares Antonio Tauler Miguel Alzamora                | Pays basque Unai Elorriaga Asier Maeztu                     | Catalogne Sergi Escobar Antonio Miguel Parra (en)          |
| 2009      | Pays basque Unai Elorriaga Asier Maeztu                     | Catalogne Sergi Escobar Carlos Torrent                      | Îles Baléares David Muntaner Jaume Muntaner                |
| 2010      | Îles Baléares David Muntaner Albert Torres                  | Pays basque Unai Elorriaga Iban Leanizbarrutia              | Catalogne Sergi Escobar David de la Cruz                   |
| 2011      | Îles Baléares David Muntaner Albert Torres                  | Pays basque Unai Elorriaga Unai Iparragirre (es)            | Région de Murcie Rubén Fernández Eloy Teruel               |
| 2012      | Îles Baléares David Muntaner Albert Torres                  | Région de Murcie Rubén Fernández Eloy Teruel                | Communauté valencienne Sebastián Mora Julio Alberto Amores |
| 2013      | Îles Baléares David Muntaner Albert Torres                  | Communauté valencienne Sebastián Mora Julio Alberto Amores  | Îles Baléares Vicente Pastor Jaume Muntaner                |
| 2014      | Communauté valencienne Julio Alberto Amores Sebastián Mora  | Pays basque Unai Elorriaga Illart Zuazubiskar               | Îles Baléares Albert Torres Marc Buades                    |
| 2015      | Communauté valencienne Julio Alberto Amores Sebastián Mora  | Îles Baléares David Muntaner Albert Torres                  | Pays basque Ander Alonso Jon Irisarri                      |
| 2016      | Îles Baléares Xavier Cañellas Albert Torres                 | Communauté valencienne Julio Alberto Amores Sebastián Mora  | Pays basque Unai Elorriaga Illart Zuazubiskar              |
| 2017      | Îles Baléares Xavier Cañellas Albert Torres                 | Communauté valencienne Sebastián Mora Óscar Pelegrí         | Castille-La Manche Vicente García de Mateos Marcos Jurado  |
| 2018      | Communauté valencienne Óscar Pelegrí Sebastián Mora         | Îles Baléares Xavier Cañellas Albert Torres                 | Pays basque Unai Iribar Illart Zuazubiskar                 |
| 2019      | Îles Baléares Xavier Cañellas Albert Torres                 | Pays basque Unai Elorriaga Illart Zuazubiskar               | Communauté valencienne Óscar Pelegrí Josué Gómez           |
| 2020      | Pays basque Xabier Mikel Azparren Illart Zuazubiskar        | Région de Murcie Alberto Pérez José María García            | Communauté de Madrid Raúl García Pierna Javier Ureña       |
| 2021      | Pays basque Telmo Semperena Illart Zuazubiskar              | Îles Baléares Francesc Bennassar Pau Llaneras               | Catalogne Erik Martorell Pol Hervás                        |
| 2022      | Communauté valencienne Iker Bonillo Sebastián Mora          | Îles Baléares Xavier Cañellas Pau Llaneras                  | Catalogne Erik Martorell Marcel Pallarés                   |
| 2023      | Communauté valencienne Iker Bonillo Sebastián Mora          | Communauté de Madrid Álvaro Navas Mario Anguela             | Communauté valencienne 2 Alejandro Merenciano José Segura  |
| 2024      | Îles Baléares Francesc Bennassar Joan Martí Bennassar       | Communauté de Madrid Mario Anguela Álvaro Navas             | Pays basque Jaime Romero Urko Vidal                        |

#### Scratch
| Année | Vainqueur            | Deuxième            | Troisième                |
| ----- | -------------------- | ------------------- | ------------------------ |
| 2002  | Miguel Alzamora      | Mikel Gaztañaga     | Alfonso Galindo          |
| 2003  | David Muntaner       | Abraham del Caño    | Mikel Gaztañaga          |
| 2004  | Joan Llaneras        | Fausto Lorenzo      | Miguel Ángel Cerrillo    |
| 2005  | Aitor Alonso         | Eloy Teruel         | Sebastián Franco         |
| 2006  | Miguel Alzamora      | Eloy Teruel         | Unai Elorriaga           |
| 2007  | Eloy Teruel          | Gabriel Hernández   | José Antonio Carrasco    |
| 2008  | Iñaki Anzizar        | Eloy Teruel         | Miguel Alzamora          |
| 2009  | David Muntaner       | Unai Elorriaga      | Eloy Teruel              |
| 2010  | Sergi Escobar        | Martzel Elorriaga   | Joaquín Sobrino          |
| 2011  | Unai Elorriaga       | Iban Leanizbarrutia | David Muntaner           |
| 2012  | David Muntaner       | Iban Leanizbarrutia | Joaquín Sobrino          |
| 2013  | Albert Torres        | Jaume Muntaner      | Sebastián Mora           |
| 2014  | Julio Alberto Amores | Unai Elorriaga      | Sebastián Mora           |
| 2015  | Jaume Muntaner       | Albert Torres       | Julio Alberto Amores     |
| 2016  | Albert Torres        | Sebastián Mora      | Vicente García de Mateos |
| 2017  | Albert Torres        | Noel Martín         | Xavier Cañellas          |
| 2018  | Albert Torres        | Noel Martín         | Eloy Teruel              |
| 2019  | Albert Torres        | Erik Martorell      | Xavier Cañellas          |
| 2020  | Xavier Cañellas      | Raúl García Pierna  | Erik Martorell           |
| 2021  | Xavier Cañellas      | Francesc Bennassar  | Alberto Pérez Díaz       |
| 2022  | Alberto Pérez Díaz   | José Segura         | Mario Anguela            |
| 2023  | Albert Torres        | Sergi Amengual      | Xavier Cañellas          |
| 2024  | Eloy Teruel          | José Segura         | Jaime Romero             |

#### Omnium
| Année     | Vainqueur            | Deuxième        | Troisième          |
| --------- | -------------------- | --------------- | ------------------ |
| 2010      | David Muntaner       | Unai Elorriaga  | Eloy Teruel        |
| 2011      | David Muntaner       | Unai Elorriaga  | Eloy Teruel        |
| 2012-2017 | Pas organisé         |                 |                    |
| 2018      | Julio Alberto Amores | Eloy Teruel     | Illart Zuazubiskar |
| 2019      | Albert Torres        | Javier Carrasco | Marc Buades        |
| 2020      | Juan José Lobato     | Eloy Teruel     | Pau Llaneras       |
| 2021      | Erik Martorell       | Pau Llaneras    | Illart Zuazubiskar |
| 2022      | Sebastián Mora       | Xavier Cañellas | Erik Martorell     |
| 2023      | Erik Martorell       | Álvaro Navas    | Noel Martín        |
| 2024      | Francesc Bennassar   | Mario Anguela   | Álvaro Navas       |

#### Course à l'élimination
| Année | Vainqueur               | Deuxième        | Troisième            |
| ----- | ----------------------- | --------------- | -------------------- |
| 2020  | Xavier Cañellas         | Noel Martín     | Illart Zuazubiskar   |
| 2021  | Erik Martorell          | Xavier Cañellas | Francesc Bennassar   |
| 2022  | Jaime Romero Villanueva | Mario Anguela   | Illart Zuazubiskar   |
| 2023  | Francesc Bennassar      | Albert Torres   | Mario Anguela        |
| 2024  | Erik Martorell          | José Segura     | Joan Martí Bennassar |

#### Derrière derny
| - 1941 : Miquel Llompart - 1942 : Antonio Martín - 1943 : Antonio Martín - 1944 : Miquel Salom - 1945 : Guillem Timoner - 1946 : Josep Dámaso - 1947-48 : Pas disputé - 1949 : Guillem Timoner - 1950 : Guillem Timoner | - 1951 : Pas disputé - 1952 : Guillem Timoner - 1953 : Josep Dámaso - 1954 : Guillem Timoner - 1955 : Guillem Timoner - 1956-58 : Pas disputé - 1959 : Guillem Timoner - 1960 : Pedro José Gomila - 1961 : Guillem Timoner | - 1962 : Guillem Timoner - 1963 : Guillem Timoner - 1964 : Josep Escalas - 1965-67 : Pas disputé - 1968 : Amalio Hortelano - 1969 : Amalio Hortelano - 1970 : Francisco Julià - 1971 : Antoni Cerdà - 1972 : Amalio Hortelano | - 1978 : Bartomeu Caldentey - 1979 : Bartomeu Caldentey |

#### Demi-fond
| - 1908 : Otilio Borrás - 1909 : Otilio Borrás - 1910 : Vicente Blanco - 1911-12 : Pas disputé - 1913 : Jaume Mayol - 1914 : Simón Febrer - 1915 : Simón Febrer - 1916 : Simón Febrer - 1917 : Miquel Bover Salom - 1918 : Simón Febrer - 1919 : Miquel Bover Salom - 1920 : Miquel Bover Salom - 1921 : Pas disputé | - 1922 : Joan Baptista Llorens - 1923 : Gerardo Molina - 1924 : Miquel Bover Salom - 1925 : Miquel Bover Salom - 1926 : Miquel Bover Salom - 1927 : José Cebrián Ferrer - 1928 : José Cebrián Ferrer - 1929 : José Cebrián Ferrer - 1930 : Julián Español - 1931 : José Cebrián Ferrer - 1932 : Pas disputé - 1933 : Pas disputé - 1934 : José Cebrián Ferrer | - 1935 : Pas disputé - 1940 : Pas disputé - 1941 : Miquel Llompart - 1942 : Pas disputé - 1943 : Miquel Llompart - 1944 : Pas disputé - 1945 : Guillem Timoner - 1946 : Guillem Timoner - 1947 : Guillem Timoner - 1948 : Guillem Timoner - 1949 : Guillem Timoner - 1965 : Pedro José Gomila - 1966 : Francisco Julià | - 1970 : Bartomeu Caldentey - 1971 : Bartomeu Caldentey - 1972 : Bartomeu Caldentey - 1976 : Bartomeu Caldentey - 1978 : Bartomeu Caldentey - 1979 : Bartomeu Caldentey - 1980 : Bartomeu Caldentey - 1981 : Jaume Pou Santandreu - 1984 : Guillem Timoner - 1986 : Jaume Pou Santandreu - 1987 : Jaume Pou Santandreu - 1992 : Miquel Riera Vicens |

### Femmes

#### 500 mètres
| - 1995 : Rosa Bravo - 1996 : Rosa Bravo - 1997 : Rosa Bravo - 1998 : Rosa Bravo - 1999 : Rosa Bravo - 2000 : Rosa Bravo - 2001 : Gema Pascual - 2002 : Ainhoa Pagola - 2003 : Ainhoa Pagola - 2004 : Ainhoa Pagola - 2005 : Leire Olaberría - 2006 : Ainhoa Pagola - 2007 : Helena Casas - 2008 : Helena Casas - 2009 : Helena Casas | - 2010 : Helena Casas - 2011 : Tania Calvo - 2012 : Tania Calvo - 2013 : Tania Calvo - 2014 : Tania Calvo - 2015 : Tania Calvo - 2016 : Tania Calvo - 2017 : Helena Casas - 2018 : Tania Calvo - 2019 : Tania Calvo - 2021 : Helena Casas - 2022 : Helena Casas - 2023 : Helena Casas - 2024 : Helena Casas |

#### Keirin
| - 2002 : Belén López - 2003 : Belén López - 2004 : Leire Olaberría - 2005 : Leire Olaberría - 2006 : Leire Olaberría - 2007 : Leire Olaberría - 2008 : Leire Olaberría - 2009 : Helena Casas - 2010 : Helena Casas - 2011 : Helena Casas - 2012 : Helena Casas | - 2013 : Helena Casas - 2014 : Tania Calvo - 2015 : Tania Calvo - 2016 : Helena Casas - 2017 : Tania Calvo - 2018 : Helena Casas - 2019 : Helena Casas - 2021 : Helena Casas - 2022 : Margarita López - 2023 : Helena Casas - 2024 : Helena Casas |

#### Vitesse
| - 1987 : Kontxi Karballeda - 1988 : María Mora - 1989 : María Mora - 1990 : Sonia Julián - 1991 : Altziber Irazustabarrena - 1992 : Sonia Julián - 1993 : Ainhoa Ostolaza - 1994 : Ainhoa Ostolaza - 1995 : Ainhoa Ostolaza - 1996 : Rosa Bravo - 1997 : Rosa Bravo - 1998 : Izaskun Bengoa - 1999 : Rosa Bravo - 2000 : Arantxa del Río | - 2001 : Gema Pascual - 2002 : Belén López - 2003 : Belén López - 2004 : Gema Pascual - 2005 : Leire Olaberría - 2006 : Leire Olaberría - 2007 : Helena Casas - 2008 : Helena Casas - 2009 : Helena Casas - 2010 : Helena Casas - 2011 : Tania Calvo - 2012 : Helena Casas - 2013 : Helena Casas - 2014 : Helena Casas | - 2015 : Tania Calvo - 2016 : Helena Casas - 2017 : Helena Casas - 2018 : Tania Calvo - 2019 : Tania Calvo - 2021 : Helena Casas - 2022 : Helena Casas - 2023 : Helena Casas - 2024 : Helena Casas |

#### Vitesse par équipes
- 2009 :  Pays basque (Ainhoa Pagola et Ana Usabiaga)
- 2010 :  Catalogne (Helena Casas et Alba Díez)
- 2011 :  Pays basque (Tania Calvo et Ana Usabiaga)
- 2012 :  Pays basque (Tania Calvo et Ana Usabiaga)
- 2013 : Eustrak-Euskadi (Tania Calvo et Ana Usabiaga)
- 2014 :  Pays basque (Tania Calvo et Ana Usabiaga)
- 2015 :  Pays basque (Tania Calvo et Ana Usabiaga)
- 2016 :  Pays basque (Tania Calvo et Ana Usabiaga)
- 2017 : Gipuzkoa-Ogi Berri (Tania Calvo et Leire Olaberria)
- 2018 :  Catalogne (Helena Casas et María Banlles)
- 2019 :  Catalogne (Helena Casas et Diana Pérez)
- 2022 :  Catalogne (María Banllés, Laura Rodríguez et Helena Casas)
- 2023 :  Catalogne (Marta Vilanova, Laura Rodríguez et Helena Casas)

#### Poursuite individuelle
| - 1987 : María Mora - 1988 : María Mora - 1989 : María Mora - 1990 : Josune Gorostidi - 1991 : Josune Gorostidi - 1992 : Pas disputé - 1993 : Núria Florencio - 1994 : Ainhoa Ostolaza - 1995 : Núria Florencio - 1996 : Dori Ruano - 1997 : Dori Ruano - 1998 : Dori Ruano - 1999 : Dori Ruano - 2000 : Ruth Moll | - 2001 : Gema Pascual - 2002 : Marta Vilajosana - 2003 : Gema Pascual - 2004 : Gema Pascual - 2005 : Gema Pascual - 2006 : Gema Pascual - 2007 : Leire Olaberría - 2008 : Leire Olaberría - 2009 : Leire Olaberría - 2010 : Leire Olaberría - 2011 : Leire Olaberría - 2012 : Ana Usabiaga - 2013 : Irene Usabiaga - 2014 : Irene Usabiaga | - 2015 : Leire Olaberría - 2016 : Gloria Rodríguez - 2017 : Sandra Alonso - 2018 : Gloria Rodríguez - 2019 : Sandra Alonso - 2021 : Tania Calvo - 2022 : Ziortza Isasi - 2023 : Isabella Escalera - 2024 : Ziortza Isasi |

#### Poursuite par équipes
- 2009 :  Pays basque (Leire Olaberría, Eneritz Iturriaga et Ana Usabiaga)
- 2010 :  Pays basque (Leire Olaberría, Olatz Ferrán et Ana Usabiaga)
- 2011 : Pas disputé
- 2012 :  Pays basque (Olatz Ferrán, Irene Usabiaga et Ana Usabiaga)
- 2013 : Pas disputé
- 2014 :  Pays basque (Ane Iriarte, Eider Unanue, Irene Usabiaga et Ana Usabiaga)
- 2015 :  Pays basque (Ziortza Isasi, Naia Leonet, Irene Usabiaga et Ana Usabiaga)
- 2016 :  Pays basque (Ziortza Isasi, Ane Iriarte, Irene Usabiaga et Eukene Larrarte)
- 2017 :  Pays basque (Ziortza Isasi, Ane Iriarte, Irene Usabiaga et Ana Usabiaga)
- 2018 : non-disputé
- 2019 :  Pays basque (Ziortza Isasi, Aroa Gorostiza, Irene Usabiaga et Ana Usabiaga)

#### Course aux points
| - 1993 : Ainhoa Estolaza - 1994 : Ainhoa Estolaza - 1995 : Núria Florencio - 1996 : Dori Ruano - 1997 : Dori Ruano - 1998 : Dori Ruano - 1999 : Montserrat Alonso - 2000 : Dori Ruano - 2001 : Aranzazu Azpiroz - 2002 : Gema Pascual - 2003 : Gema Pascual - 2004 : Gema Pascual - 2005 : Gema Pascual - 2006 : Gema Pascual - 2007 : Eneritz Iturriaga - 2008 : Leire Olaberría | - 2009 : Leire Olaberría - 2010 : Leire Olaberría - 2011 : Leire Olaberría - 2012 : Irene Usabiaga - 2013 : Ana Usabiaga - 2014 : Irene Usabiaga - 2015 : Irene Usabiaga - 2016 : Ana Usabiaga - 2017 : Cristina Martínez - 2018 : Ana Usabiaga - 2019 : Irene Usabiaga - 2021 : Laura Rodríguez - 2022 : Naia Amondarain - 2023 : Ziortza Isasi - 2024 : Ainara Albert |

#### Scratch
| - 2002 : Gema Pascual - 2003 : Gema Pascual - 2004 : Gema Pascual - 2005 : Patricia Pérez - 2006 : Gema Pascual - 2007 : Leire Olaberria - 2008 : Leire Olaberria - 2009 : Leire Olaberria - 2010 : Leire Olaberria - 2011 : Leire Olaberria - 2012 : Mar Bonnin - 2013 : Ana Usabiaga | - 2014 : Ana Usabiaga - 2015 : Mar Bonnin - 2016 : Ana Usabiaga - 2017 : Ana Usabiaga - 2018 : Ana Usabiaga - 2019 : Irene Usabiaga - 2021 : Tania Calvo - 2022 : Margarita López - 2023 : Laura Rodríguez - 2024 : Eukene Larrarte |

#### Américaine
- 2017 :  Pays basque (Leire Olaberria et Eukene Larrarte)
- 2018 :  Pays basque (Tania Calvo et Eukene Larrarte)
- 2019 :  Pays basque (Tania Calvo et Eukene Larrarte)
- 2020 :  Pays basque (Tania Calvo et Eukene Larrarte)
- 2021 :  Pays basque (Tania Calvo et Eukene Larrarte)
- 2022 :  Pays basque (Tania Calvo et Naia Amondarain)
- 2023 :  Catalogne (Laura Rodríguez et Lucía García)
- 2024 : Isabel Ferreres et Ainara Albert

#### Omnium
- 2010 : Leire Olaberria
- 2011 : Ana Usabiaga
- 2018 : Irene Usabiaga
- 2019 : Eukene Larrarte
- 2020 : Ana Usabiaga
- 2021 : Eukene Larrarte
- 2022 : Tania Calvo
- 2023 : Laura Rodríguez
- 2024 : Eukene Larrarte

#### Course à l'élimination
- 2021 : Eukene Larrarte
- 2022 : Eukene Larrarte
- 2023 : Tania Calvo
- 2024 : Eva Yaguez

### Juniors Hommes

#### Vitesse
| Année | Vainqueur               | Deuxième              | Troisième            |
| ----- | ----------------------- | --------------------- | -------------------- |
| 1991  | José María Revert       | Javier Monge          | Fernando Escoda      |
| 1992  | Juan Manuel Sánchez     | Francisco J. Aparicio | Isaac Gálvez         |
| 1993  | Isaac Gálvez            | David Cabrero         | Jordi Puyal          |
| 1994  | David Cabrero           | Daniel Estarellas     | Iñaki Olidén         |
| 1995  | Salvador Melià          | Óscar Higuera         | Fermín Frontado      |
| 1996  | José Antonio Villanueva | Rubén Villanueva      | Salvador Clavell     |
| 1997  | José Antonio Villanueva | Alejandro Valverde    | José Marín           |
| 1998  | Haitz Larrinaga         | Víctor López          | Javier Plana         |
| 1999  | Pol Nin                 | Agustín Velázquez     | Christopher Aguilar  |
| 2000  | Rubén Donet             | Agustín Velázquez     | Pol Nin              |
| 2001  | Rubén Donet             | Bartolomé Beltrán     | Adrià Sabaté         |
| 2002  | Pedro José Vera         | Ximo Solaz            | Óscar Elorriaga      |
| 2003  | Alfonso Gómez           | Antoni Josep Clua     | Javier Rodríguez     |
| 2004  | Antoni Josep Clua       | Julio Varas           | Egoitz Osa           |
| 2005  | Ángel Sixto             | Hodei Mazquiarán      | Raúl Báez de Aguilar |
| 2006  | Hodei Mazquiarán        | Ángel Sixto           | David Alonso         |
| 2007  | David Alonso            | Rodrigo Bonilla       | Jesús Risueño        |
| 2008  | Tomeu Gelabert          | Juan Peralta          | Sergio Aliaga        |
| 2009  | Sergio Aliaga           | Tomeu Gelabert        | Llorenç Tomás        |
| 2010  | José Miguel Caldentey   | Javier Elarre         | Alain Badiola        |
| 2011  | José Miguel Caldentey   | José Moreno           | Gonzalo Iriso        |
| 2012  | Jon Irisarri            | Francisco López       | Jaime Vega           |
| 2013  | Jaime Vega              | Jon Irisarri          | Pablo Suárez         |
| 2014  | Mario Salafranca        | Daniel Viejo          | Ferrán López         |
| 2015  | David Orgambide         | Alejandro Martínez    | Julen Mundin         |
| 2016  | Alejandro Martínez      | David Orgambide       | Alberto Santos       |
| 2017  | David Álvarez           | Iker Azpitarte        | Pablo López          |
| 2018  | Aritz Urra              | Ekain Jiménez         | Alberto Pérez        |
| 2019  | Ekain Jiménez           | Sergio Fernández      | César Espejo         |
| 2020  | Esteban Sánchez         | Sergio Fernández      | Ibon Díaz            |
| 2021  | Esteban Sánchez         | Daniel Sánchez        | Tomàs Deosdat        |
| 2022  | Unai Díez               | Ricardo Díaz          | Hugo Sánchez         |
| 2023  | Hugo Sánchez            | Sandro Abadía         | Telmo Semperena      |
| 2025  | Pedro José Nicolás      | Pepe Arques           | Axel Moreno          |

#### Kilomètre
| Année | Vainqueur             | Deuxième             | Troisième             |
| ----- | --------------------- | -------------------- | --------------------- |
| 1991  | Gerardo Benoit        | Jonathan Garrido     | Joseph Antoni Gil     |
| 1992  | Juan Manuel Sánchez   | Isaac Gálvez         | Igor Miner            |
| 1993  | Alberto Benito        | Isaac Gálvez         | Francisco Javier Rojo |
| 1994  | Diego Ortega          | Iván Tomás           | Jorge García          |
| 1995  | Adolfo San Lorenzo    | Diego Rodríguez      | Xabier Olano          |
| 1996  | Cristóbal Forcadell   | Adolfo San Lorenzo   | José Marín            |
| 1997  | Cristóbal Forcadell   | Alejandro Valverde   | Jorge García          |
| 1998  | Alejandro Valverde    | Gabriel Lorca        | Jorge García          |
| 1999  | Agustín Velásquez     | Jordi Grau           | José Alberto Benítez  |
| 2000  | Pol Nin               | David Fores          | Francisco Pastor      |
| 2001  | Luis León Sánchez     | Sergio Díaz          | Juan Luis Carratalá   |
| 2002  | Pedro José Vera       | Álvaro Alonso        | Blas Iván Enguix      |
| 2003  | Joan Font             | Blas Iván Enguix     | Javier Rodríguez      |
| 2004  | Francisco A. Pérez    | Antoni Josep Clua    | Jordi Mariné (es)     |
| 2005  | Hodei Mazquiarán      | Raúl Báez de Aguilar | David Vidal           |
| 2006  | Hodei Mazquiarán      | David Alonso         | Carles Lapeña         |
| 2007  | David Alonso          | Rodrigo Bonilla      | Carles Lapeña         |
| 2008  | Juan Peralta          | Ramón Domene         | Sergio Aliaga         |
| 2009  | Sergio Aliaga         | Daniel Sánchez       | José Solivellas       |
| 2010  | José Moreno           | José Solivellas      | Rubén Sánchez         |
| 2011  | José Miguel Caldentey | José Moreno          | Francisco López       |
| 2012  | Francisco López       | Jon Irisarri         | David Moralrs         |
| 2013  | Jaime Vega            | Miguel Ángel Alcaide | Aitor Ruiz            |
| 2014  | Xavier Cañellas       | Miguel Ángel Alcaide | Jokin Aranburu        |
| 2015  | Jokin Aranburu        | Alejandro Martínez   | David Orgambide       |
| 2016  | Alejandro Martínez    | David Orgambide      | David Álvarez         |
| 2017  | Iker Azpitarte        | Mateu Gamundí        | David Álvarez         |
| 2018  | Ekain Jiménez         | Aritz Urra           | Alberto Pérez         |
| 2019  | Ekain Jiménez         | Alberto Pérez        | Javier Serrano        |
| 2020  | Sergio Fernández      | Esteban Sánchez      | Ibon Díaz             |
| 2021  | Beñat Garaiar         | Sergi Amengual       | Esteban Sánchez       |
| 2022  | Beñat Garaiar         | Urko Vidal           | Sergio Serrano        |
| 2023  | Urko Vidal            | Hugo Sánchez         | Sandro Abadía         |
| 2025  | Eñaut Urkaregi        | Iñaki López          | Pepe Arques           |

#### Keirin
| Année | Vainqueur             | Deuxième            | Troisième            |
| ----- | --------------------- | ------------------- | -------------------- |
| 2002  | Pedro José Vera       | Javier Rodríguez    | Álvaro Alonso        |
| 2003  | Javier Rodríguez      | Antoni Josep Clua   | Vicente Martín       |
| 2004  | Antoni Josep Clua     | Julio Varas         | José Joaquín Pérez   |
| 2005  | Hodei Mazquiarán      | Juan José Lobato    | Andrés Martínez      |
| 2006  | Hodei Mazquiarán      | Cristian Ortigosa   | Raúl Báez de Aguilar |
| 2007  | Rodrigo Bonilla       | David Alonso        | Jesús Risueño        |
| 2008  | Juan Peralta          | Tomeu Gelabert      | Jesús Risueño        |
| 2009  | Tomeu Gelabert        | Sergio Aliaga       | Llorenç Tomás        |
| 2010  | José Miguel Caldentey | Daniel Sánchez      | Asier Roncero        |
| 2011  | José Miguel Caldentey | José Moreno Sánchez | Asier Roncero        |
| 2012  | Francisco López       | Jon Irisarri        | Gonzalo Iriso        |
| 2013  | Jaime Vega            | Marc Buades         | Jon Sánchez          |
| 2014  | Ferrán López          | Manel Usach         | Luis Fernández       |
| 2015  | David Orgambide       | Alejandro Martínez  | Julen Mundin         |
| 2016  | Alejandro Martínez    | Josep Blanco        | David Orgambide      |
| 2017  | David Álvarez         | Sergi Mora          | Félix González       |
| 2018  | Aritz Urra            | Ekain Jiménez       | Víctor de Andrés     |
| 2019  | Gerard Montoro        | Alberto Pérez       | César Espejo         |
| 2020  | Francesc Bennassar    | Sergio Fernández    | Andrés García        |
| 2021  | Esteban Sánchez       | Sergi Amengual      | Daniel Sánchez       |
| 2022  | Hugo Sánchez          | Aarón Merenciano    | Urko Vidal           |
| 2023  | Hugo Sánchez          | Sandro Abadía       | Rubén Sánchez        |
| 2025  | Javier Monreal        | Pedro José Nicolás  | Pepe Arques          |

#### Poursuite individuelle
| Année | Vainqueur             | Deuxième                  | Troisième              |
| ----- | --------------------- | ------------------------- | ---------------------- |
| 1990  | Jonathan Garrido      |                           |                        |
| 1991  | Jonathan Garrido      | Juan José Sánchez         | Gerardo Benoit         |
| 1992  | Toni Tauler           | Pedro Horrillo            | Manuel Furniet         |
| 1993  | Guillermo Ferrer (ca) | Joan Sánchez              | Jorge García           |
| 1994  | Joan Sánchez          | Haimar Zubeldia           | Jorge García           |
| 1995  | Manuel López          | José Guillen              | José Miguel Junquera   |
| 1996  | Luis Murcia           | Cristóbal Forcadell       | Mikel Astarloza        |
| 1997  | Cristóbal Forcadell   | Xavier Florencio          | Rubén Plaza            |
| 1998  | Rubén Plaza           | Unai Elorriaga            | Jonathan Uriel         |
| 1999  | José Luis Iglesias    | David Regal               | Francisco Pellicer     |
| 2000  | David Muntaner        | José Luis Iglesias        | José Luis Carrasco     |
| 2001  | Luis León Sánchez     | David Muntaner            | Iñaki Lejarreta        |
| 2002  | Daniel Valle          | Antonio Domínguez         | Martín Mata            |
| 2003  | Javier Collado        | Miguel Ángel Cerrillo     | Andoni Lafuente        |
| 2004  | Jonathan Muñoz        | Pablo Bernal              | Alberto Ibáñez         |
| 2005  | Martzel Elorriaga     | Francesc Orfi             | Marc Vilanova          |
| 2006  | Lluís Mas             | Omar Marcel               | Sebastián Mora         |
| 2007  | Lluís Mas             | Albert Torres             | David González Arribas |
| 2008  | Albert Torres         | Adrián López Garrido (es) | Miguel Ángel Clavijo   |
| 2009  | Juan Carlos Riutort   | Erik Ureta                | Diego Rubio            |
| 2010  | Julio Alberto Amores  | Cristian Astals           | Pablo Comins           |
| 2011  | Julio Alberto Amores  | Aitor Rey                 | Francisco Alamilla     |
| 2012  | Josep Miralles        | Xabier Gorrotxategi       | Luis Pascual           |
| 2013  | Ander Alonso          | Marc Buades               | Alejandro Catalán      |
| 2014  | Marc Buades           | Xavier Cañellas           | Gorka Etxabe           |
| 2015  | Xavier Cañellas       | Josué Gómez               | Aratz Olaizola         |
| 2016  | Joan Martí Bennassar  | Luis María Garikano       | Xabier Mikel Azparren  |
| 2017  | Joan Martí Bennassar  | Unai Iribar               | Enrique Gandía         |
| 2018  | Joan Albert Riera     | Jon Arakama               | Aitor Larrañaga        |
| 2019  | Raúl García Pierna    | Jaime Romero              | Javier Serrano         |
| 2020  | Francesc Bennassar    | Marcel Pallarés           | Iker Bonillo           |
| 2021  | Iker Bonillo          | Antonio González Torres   | Beñat Garaiar          |
| 2022  | Beñat Garaiar         | José Segura               | Álvaro Navas           |
| 2023  | Antonio Ramírez       | Héctor Domínguez          | Rafael Martínez        |
| 2025  | Eñaut Urkaregi        | Iñaki López               | Pepe Arques            |

#### Course aux points
| Année | Vainqueur              | Deuxième              | Troisième             |
| ----- | ---------------------- | --------------------- | --------------------- |
| 1991  | Diego Muñoz            | Óscar Movilla         | Fernando Escoda       |
| 1992  | Igor Miner             | David Cañada          | Miquel Alzamora       |
| 1993  | Ángel Valero           | Carlos Ramirez        | Mateo Calbet          |
| 1994  | José Miguel Junquera   | Jorge García          | Marcos de la Mata     |
| 1995  | Manuel López           | Gerard Beltrán        | Marcos de la Mata     |
| 1996  | Mikel Astarloza        | Oriol Gomis           | Marc Pons             |
| 1997  | Salvador Clavell       | Unai Elorriaga        | Xavier Florencio      |
| 1998  | Javier Carrión         | Unai Elorriaga        | Genaro Ramos          |
| 1999  | Ángel García de Castro | José Alberto Benítez  | Sergio Pérez          |
| 2000  | David Muntaner         | Hilario Marquina      | Francisco Pastor      |
| 2001  | Luis León Sánchez      | Jorge Kintana         | Fausto Lorenzo        |
| 2002  | Fausto Lorenzo         | Martín Mata           | Marcos Escribano      |
| 2003  | Andoni Lafuente        | Miguel Ángel Cerrillo | José Carlos López     |
| 2004  | Pedro José Fructuoso   | Iván Suárez           | Mario Pujol           |
| 2005  | Airán Fernández        | Adrián Martínez       | David Martínez        |
| 2006  | Salvador Guardiola     | Airán Fernández       | David Martínez        |
| 2007  | Pablo Lechuga          | Lluís Mas             | Juan Antonio Segovia  |
| 2008  | Albert Torres          | Fernando Reche        | Alain Iglesias        |
| 2009  | Rubén Fernández        | Jaime Mora            | Juan Carlos Riutort   |
| 2010  | Juan Carlos Riutort    | Sergio Gonzálvez      | Jesús Alberto Rubio   |
| 2011  | Aitor Rey              | Kevin Mondéjar        | Josep Miralles        |
| 2012  | Xabier Gorrotxategi    | Enric Mas             | Luis Pascual          |
| 2013  | Sergio Román Martín    | Alberto Gómez         | Miguel Ángel Iglesias |
| 2014  | Marc Buades            | Iván Moreno           | Gorka Exabe           |
| 2015  | Xavier Cañellas        | Aratz Olaizola        | Mikel Montoro         |
| 2016  | Luis María Garikano    | Erik Martorell        | Josué Gómez           |
| 2017  | Raúl Granados          | Josu Etxeberria       | Josep Miguel Canet    |
| 2018  | Andreu Bernat          | Jon Arakama           | Josu Etxeberria       |
| 2019  | Raúl García Pierna     | Javier Serrano        | Jorge Gutiérrez       |
| 2020  | Marc Terrasa           | Joel Villaverde       | Marcel Pallarés       |
| 2021  | Álvaro Navas           | Daniel Herreros       | Mario Anguela         |
| 2022  | Ibai Azanza            | Beñat Garaiar         | José Segura           |
| 2023  | Joan Roca              | Mario Álvarez         | Carlos Pérez          |

#### Américaine
| Année | Vainqueur                               | Deuxième                              | Troisième                              |
| ----- | --------------------------------------- | ------------------------------------- | -------------------------------------- |
| 2002  | Jesús Catalán Javier Collado            | Juan José Abril Martín Mata           | Jorge Kintana Jorge Rincón             |
| 2003  | José Antonio Baños (de) Pablo Bernal    | Óscar Elorriaga Julen Goikoetxea (en) | Jesús Catalán Javier Collado           |
| 2004  | Sergio de Lis Rubén Zabaleta            | David Diéguez Jonathan Muñoz          | Iván Suárez Antonio Martínez           |
| 2005  | Martzel Elorriaga Iban Leanizbarrutia   | Airán Fernández Guillem Fortuny       | Pedro Fructuoso Francisco Sáez         |
| 2006  | Airán Fernández Omar Marcet             | Juan Manuel García Román Osuna        | Alberto Baños Salvador Guardiola       |
| 2007  | Albert Torres Miquel Rosselló           | Ramón Domene Juan Antonio Segovia     | Jesús Gutiérrez Francisco Villareal    |
| 2008  | Albert Torres Llorenç Tomás             | Sergi Esteve Manuel Aranda            | Fernando Reche Rubén Fernández         |
| 2009  | Juan Carlos Riutort Gabriel Carceller   | Rubén Fernández Fernando Reche        | Fernando Grijalba Alberto Guinea       |
| 2010  | Salvador Gonzálvez José Solivellas      | Antonio Catalán Pablo Comins          | Cristian Astals Genis Soriano          |
| 2011  | Julio Alberto Amores Francisco Alamilla | José Camilo Romero Jeroni Esteva      | Marc Soler Marc Muñoz                  |
| 2012  | Juan José Martínez Kevin Mondéjar       | Xabier Gorrotxategi Ander Alonso      | Marc Muñoz Bernat Font                 |
| 2013  | Jon Irisarri Ander Alonso               | Alejandro Catalán Iván Moreno         | Miguel Ángel Ballesteros Víctor Romero |
| 2014  | Xavier Cañellas Marc Buades             | Alejandro Catalán Iván Moreno         | Oriol Beltrán David Payet              |
| 2015  | Xavier Cañellas Alejandro Hernández     | Jokin Aranburu Aratz Olaizola         | Mario Junquera Daniel Viejo            |
| 2016  | Imanol Isasa Xabier Mikel Azparren      | Pau Llaneras Vicent Roig              | Tomeu Gelabert Jaume Gelabert          |
| 2017  | Xabier Mikel Azparren Unai Iribar       | Sergio Otero Mario Sampedro           | Andrés Bernat Mateu Gamundí            |
| 2018  | Beñat Felipe Iñaki Murua                | Javier Serrano Raúl García Pierna     | Pablo García Francés Sergio Palacio    |
| 2019  | Asier Pozo Jaime Romero                 | Markel Rodríguez Telmo Semperena      | Francesc Bennassar Albert Moya         |
| 2020  | Francesc Bennassar Marc Terrasa         | Iker Bonillo Gerard Montoro           | Enekoitz Azparren Haritz Sein          |
| 2021  | Marc Terrasa Francisco Tejero           | Axier Casado Marcel Pallarés          | Iker Bonillo José Segura               |
| 2022  | Mario Anguela Rafael Martínez           | Eneko Arocena Beñat Garaiar           | Aarón Merenciano Sergio Serrano        |
| 2023  | Héctor Álvarez Mario Álvarez            | Rafael Martínez Rubén Sánchez         | Antonio Ramírez Roy Carrión            |

#### Scratch
| Année | Vainqueur          | Deuxième                  | Troisième                 |
| ----- | ------------------ | ------------------------- | ------------------------- |
| 2002  | Marcos Escribano   | José Carlos López         | Ismael Carrete            |
| 2003  | Pablo Bernal       | Miguel Ángel Cerrillo     | Francisco Javier Carrasco |
| 2004  | Sergi Seco         | Víctor del Sordo          | Pablo Bernal              |
| 2005  | Francisco Sáez     | Sebastián Mora            | Juan José Lobato          |
| 2006  | Sebastián Mora     | David Girona              | Christian Montiel         |
| 2007  | Teófilo Jiménez    | Sergi Carrere             | Adrián López Garrido (es) |
| 2008  | Sergi Carrere      | Adrián López Garrido (es) | Cristian Galván (es)      |
| 2009  | Fernando Grijalba  | Fernando Reche            | Juan Carlos Riutort       |
| 2010  | Sergio Gonzálvez   | Javier García             | Sergio Rodríguez          |
| 2011  | José Camilo Romero | Miguel Sáez               | César Ayala               |
| 2012  | Antonio Jesús Soto | Francisco Alamilla        | José Camilo Romero        |
| 2013  | Jon Irisarri       | Pablo Suárez              | Javier Pérez              |
| 2014  | Xavier Cañellas    | Jokin Aranburu            | Pablo Suárez              |
| 2015  | Sergio Pérez       | Alejandro Iglesias        | Jokin Aranburu            |
| 2016  | Rodrigo Martínez   | Tomás Alcaraz             | Jaume Gelabert            |
| 2017  | Enrique Gandía     | Pablo García Francés      | Aitor Larrañaga           |
| 2018  | Beñat Felipe       | Jaime Muñoz               | Diego Badorrey            |
| 2019  | Pau Torrent        | Javier Serrano            | Francesc Bennassar        |
| 2020  | Pablo Carrascosa   | Pau Torrent               | Arkaitz Garmendia         |
| 2021  | Marc Terrasa       | Mario Anguela             | Marcel Pallarés           |
| 2022  | Rafael Martínez    | Urko Vidal                | Ibai Azanza               |
| 2023  | Rubén Sánchez      | Joan Roca                 | Pablo Leno                |
| 2025  | Asier Fortea       | Hugo Vicente              | Marc San Martín           |

#### Omnium
| Année | Vainqueur            | Deuxième        | Troisième          |
| ----- | -------------------- | --------------- | ------------------ |
| 2011  | Julio Alberto Amores | César Ayala     | José Camilo Romero |
| 2020  | Marc Terrasa         | Marcel Pallarés | Jaime Romero       |
| 2021  | Marc Terrasa         | Marcel Pallarés | José Segura        |
| 2022  | José Segura          | Mario Anguela   | Urko Vidal         |
| 2023  | Héctor Álvarez       | Rubén Sánchez   | Antonio Ramírez    |

#### Course à l'élimination
| Année | Vainqueur          | Deuxième        | Troisième          |
| ----- | ------------------ | --------------- | ------------------ |
| 2020  | Francesc Bennassar | Marc Terrasa    | Marcel Pallarés    |
| 2021  | Marc Terrasa       | Marcel Pallarés | David Peñaranda    |
| 2022  | Urko Vidal         | Mario Anguela   | José María Mompeán |
| 2023  | Rafael Martínez    | Rubén Sánchez   | Antonio Ramírez    |
| 2025  | Eñaut Urkaregi     | Iñaki López     | Hugo Vicente       |

### Cadets Hommes

#### Vitesse
| Année | Vainqueur             | Deuxième              | Troisième            |
| ----- | --------------------- | --------------------- | -------------------- |
| 2000  | Jesús Catalán         | Pedro José Vera       | Xabier Artola        |
| 2001  | Álvaro Alonso         | Alfonso Gómez         | Ximo Solaz           |
| 2002  | Antonio José Clua     | Sergio de Lis         | Emilio José Vallejo  |
| 2003  | José Joaquín Pérez    | Pascual Martín        | Jaume Bayerri        |
| 2004  | Hodei Mazquiaran      | Ángel Sixto           | Andrés Martínez      |
| 2005  | Rodrigo Bonilla       | David Alonso          | Roberto Martínez     |
| 2006  | Tomeu Gelabert        | Antonio Galindo       | José Osado           |
| 2007  | Tomeu Gelabert        | Alain Badiola         | Moisés Gallego       |
| 2008  | José Miguel Caldentey | Mariano Ros           | Javier Elarre        |
| 2009  | Asier Roncero         | José Miguel Caldentey | Javier Gimeno        |
| 2010  | Francisco López       | Pello Olaberria       | Adrián Rodríguez     |
| 2011  | Jon Irisarri          | Jaime Vega            | Jaime López          |
| 2012  | Mario Salafranca      | Aitor Ruiz            | Miguel Ángel Alcaide |
| 2013  | Mikel Montoro         | Alejandro Martínez    | Aratz Olaizola       |
| 2014  | David Orgambide       | Alejandro Martínez    | José A. García       |
| 2015  | Iker Azpitarte        | Enrique Gandía        | David Álvarez        |
| 2016  | Pablo López           | Javier Muñoz          | Marc Acero           |
| 2017  | Ekain Jiménez         | José Cerdá            | Jaime Muñoz          |
| 2018  | Gerard Montoro        | Sergio Fernández      | Iker Bonillo         |
| 2019  |                       | Esteban Sánchez       | Ibon Díaz            |
| 2020  | Unai Díaz             | Sergio Serrano        | Joan Cadena          |
| 2021  | Rubén Sánchez         | Urko Vidal            | Hugo Sánchez         |
| 2022  | Rubén Sánchez         | Sergio Abadia         | Roy Carrión          |
| 2023  | Álvaro de Pablo       | Marc San Martín       | Francesc Llorca      |

#### 500 mètres
| Année | Vainqueur             | Deuxième             | Troisième                    |
| ----- | --------------------- | -------------------- | ---------------------------- |
| 2000  | Álvaro Alonso         | Fausto Lorenzo       | José Luis Braza              |
| 2001  | Álvaro Alonso         | Gabriel Mora         | Javier Rodríguez             |
| 2002  | Antonio José Clua     | Marc Javaloyes       | Sebastián Amer               |
| 2003  | Francisco Orfí        | Bienvenido Fernández | Iván Cañada                  |
| 2004  | Ángel David Conesa    | Raúl Báez de Aguilar | José Carlos Lara             |
| 2005  | Rodrigo Bonilla       | David Alonso         | Juan Manuel García           |
| 2006  | Ramón Domene          | José Osado           | Jesús Risueño                |
| 2007  | Mariano Ros           | Tomeu Gelabert       | Ismael Sánchez               |
| 2008  | Mariano Ros           | Aitor Jiménez        | José Miguel Caldentey        |
| 2009  | José Miguel Caldentey | Francisco López      | Aitor Jiménez                |
| 2010  | Cristian Torres       | Francisco López      | José Camilo Romero           |
| 2011  | Cristian Torres       | Miguel Ángel Alcaide | Jaime Vega                   |
| 2012  | Miguel Ángel Alcaide  | Mario Salafranca     | Alejandro Cuello             |
| 2013  | Alejandro Martínez    | Jokin Aranburu       | Aratz Olaizola               |
| 2014  | Alejandro Martínez    | David Orgambide      | Julen Mundin                 |
| 2015  | Iker Azpitarte        | David Álvarez        | Albert Bonastre              |
| 2016  | Mateu Gamundí         | Sergi Mora           | Julen Dorronsoro             |
| 2017  | Francesc Bennassar    | Gerard Montoro       | Javier Serrano               |
| 2018  | Francesc Bennassar    | Gerard Montoro       | Andrés García                |
| 2019  | Iker Bonillo          | Esteban Sánchez      | Kimetz Etxabe                |
| 2020  | Unai Díez             | Joan Cadena          | Sergio Serrano               |
| 2021  | Rubén Sánchez         | Yago Sánchez         | Ricardo Díaz                 |
| 2022  | Rubén Sánchez         | Eric Igual           | Pablo Leno                   |
| 2023  | Eric Igual            | Eñaut Urcaregui      | Aimar Fernández de Gorostiza |

#### Keirin
| Année | Vainqueur          | Deuxième        | Troisième               |
| ----- | ------------------ | --------------- | ----------------------- |
| 2011  | Jon Irisarri       | Javier Pérez    | Gabriel Martínez        |
| 2012  | Mario Salafranca   | Adrián Ramos    | Miguel Enrique Martín   |
| 2013  | Mikel Montoro      | David Orgambide | Marcos López-Astilleros |
| 2014  | David Orgambide    | Mikel Montoro   | David Marchante         |
| 2015  | Jorge Pérez        | Enrique Vidal   | Xabier Mikel Azparren   |
| 2016  | Alberto Pérez      | Marc Acero      | Sergi Mora              |
| 2017  | Ekain Jiménez      | Javier Serrano  | Francesc Bennassar      |
| 2018  | Francesc Bennassar | Gerard Montoro  | Sergio Fernández        |
| 2019  | Ibon Díaz          | Borja Oliver    | Marc Terrassa           |
| 2020  | Jordi Artigues     | Sergio Serrano  | Tomás Deosdat           |
| 2021  | Hugo Sánchez       | Rubén Sánchez   | Urko Vidal              |
| 2022  | Rubén Sánchez      | Pablo Leno      | Aitor Garmendia         |
| 2023  | Álvaro de Pablo    | Pedro Nicolás   | Luis Cayuela            |

#### Poursuite
| Année | Vainqueur               | Deuxième           | Troisième         |
| ----- | ----------------------- | ------------------ | ----------------- |
| 2000  | Jorge Quintana          | Augusto Callejo    | Jorge Ferrer      |
| 2001  | Blas Iván Enguix        | José Joaquín Rojas | Antonio Domínguez |
| 2002  | José Antonio Baños (de) | Jordi Mariné (es)  | Alonso Mena       |
| 2003  | Sergi Seco              | Francisco Orfí     | Sergio Domene     |
| 2004  | Lluís Mas               | Pablo Martín       | Omar Marcel       |
| 2005  | Albert Torres           | Garikoitz Bravo    | Lluís Mas         |
| 2006  | Adrián López (es)       | Albert Torres      | Ivan Mondéjar     |
| 2007  | Manuel Clavijo          | Salvador Gonzálvez | Eric Ureta        |
| 2008  | Salvador Gonzálvez      | Daniel Clemares    | Manuel Jiménez    |
| 2009  | Julio Alberto Amores    | Alejandro Arribas  | José A. Ramírez   |
| 2010  | Enrique Valdivieso      | Josep Miralles     | Cristian Torres   |
| 2011  | Enric Mas               | Cristian Torres    | Ander Alonso      |
| 2012  | Marc Buades             | Xavier Cañellas    | Gorka Etxabe      |
| 2013  | Xavier Cañellas         | Jokin Aranburu     | Vicente Roig      |
| 2014  | Vicente Roig            | Josué Gómez        | Tomeu Gelabert    |
| 2015  | Joan Martí Bennassar    | Imanol Isasa       | Unai Iribar       |
| 2016  | Joan Albert Riera       | Mateu Gamundí      | Markel Rodríguez  |
| 2017  | Ekain Jiménez           | Markel Rodríguez   | Jaime Muñoz       |
| 2018  | Francesc Bennassar      | Marc Terrassa      | Asier Pozo        |
| 2019  | Marc Terrassa           | Beñat Carbayeda    | Antonio González  |
| 2020  | Beñat Garaiar           | José Segura        | Abel Rosado       |
| 2021  | Rafael Martínez         | Martí Mir          | Héctor Domínguez  |
| 2022  | Héctor Domínguez        | Martí Mir          | Héctor Álvarez    |
| 2023  | Eric Igual              | Óscar Orts         | Eñaut Urcaregui   |

#### Course aux points
| Année | Vainqueur                | Deuxième              | Troisième             |
| ----- | ------------------------ | --------------------- | --------------------- |
| 2000  | Fausto Lorenzo           | David M. Gómez        | Augusto Callejo       |
| 2001  | José Joaquín Rojas       | José Carlos López     | Pablo Arroyo          |
| 2002  | José Fuentes             | David Sánchez         | Josep Vidal           |
| 2003  | Sergi Seco               | Sergio Mari           | José A. Heredia       |
| 2004  | Lluís Mas                | Pablo Martín          | Víctor Cabedo         |
| 2005  | Lluís Mas                | Albert Torres         | Javier Plata          |
| 2006  | Adrián López (es)        | Albert Torres         | Manuel Aranda         |
| 2007  | Manuel Clavijo           | Salvador Gonzálvez    | Fernando Reche        |
| 2008  | Salvador Gonzálvez       | Jesús Alberto Rubio   | Genis Soriano         |
| 2009  | Julio Alberto Amores     | Francisco José Medina | José D. Hernández     |
| 2010  | Juan Antonio López-Cózar | José Manuel Marín     | Iñaki Aldanondo       |
| 2011  | Jesús Alberto Ruiz       | José Manuel Marín     | Aritz Hernández       |
| 2012  | Marc Buades              | Gorka Etxabe          | Sergio Román Martín   |
| 2013  | Gabriel Pons             | Mario Junquera        | Cristian García       |
| 2014  | Tomeu Gelabert           | Vicente Roig          | Jordi López           |
| 2015  | Pau Llaneras             | Javier Cerezo         | Joan Martí Bennassar  |
| 2016  | Mateo González           | Markel Rodríguez      | Sinuhé Fernández      |
| 2017  | Abel Gordillo            | Albert Moya           | Miguel Portillo       |
| 2018  | Haritz Seinz             | Marc Terrassa         | Antonio David Cazorla |
| 2019  | Marc Terrassa            | Marcel Pallarés       | Samuel de Pablo       |
| 2020  | Rafael Martínez          | Ibai Azanza           | Gerard Cano           |
| 2021  | José María Mompeán       | Urko Vidal            | Héctor Domínguez      |
| 2022  | Héctor Álvarez           | Héctor Domínguez      | José David Tomás      |
| 2023  | Óscar Orts               | José David Tomás      | Joan Cardona          |

#### Scratch
| Année | Vainqueur          | Deuxième                     | Troisième       |
| ----- | ------------------ | ---------------------------- | --------------- |
| 2007  | Aitor Unanue       | Tomeu Gelabert               | Germán López    |
| 2008  | Sergio Rodríguez   | Salvador Gonzálvez           | José A. Ramírez |
| 2009  | José Camilo Romero | Pablo Comins                 | Enaitz García   |
| 2010  | Gonzalo Iriso      | José Camilo Romero           | Axel Costa      |
| 2011  | Jaime López        | Enric Mas                    | Aitor Ruiz      |
| 2012  | Aitor Ruiz         | Xavier Marí                  | Jon Asueta      |
| 2013  | Xavier Cañellas    | Jokin Aranburu               | Óscar Pastor    |
| 2014  | Alejandro Sánchez  | Vicente Roig                 | David Marchante |
| 2015  | Urko Senperena     | José María Castillo          | Andrés Mollet   |
| 2016  | Alberto Pérez      | Andreu Bernat                | Iñaki Murua     |
| 2017  | Javier Serrano     | Alberto Pérez                | Asier Pozo      |
| 2018  | Jaime Romero       | Francesc Bennassar           | Asier Pozo      |
| 2019  | Beñat Carbayeda    | Marc Terrassa                | Samuel de Pablo |
| 2020  | Diego Sánchez      | Unai Díez                    | Rafael Martínez |
| 2021  | Urko Vidal         | Rafael Martínez              | Rubén Sánchez   |
| 2022  | Alfredo Calzada    | Tomás Majarón                | Antonio Ramírez |
| 2023  | José David Tomás   | Aimar Fernández de Gorostiza | Asier Fortea    |

#### Américaine
| Année | Vainqueur                        | Deuxième                        | Troisième                     |
| ----- | -------------------------------- | ------------------------------- | ----------------------------- |
| 2019  | Marc Terrassa Angel Mascaró      | Beñat Carbayeda Haritz Sein     | Mario Anguela Samuel de Pablo |
| 2020  | Alejandro Merenciano José Segura | Beñat Garaiar Eneko Arocena     | Lluc Plana Sergi Monserrate   |
| 2021  | Ricardo Díaz Sergio Serrano      | Rafael Martínez Rubén Sánchez   | Héctor Álvarez Mario Álvarez  |
| 2022  | Héctor Álvarez Héctor Domínguez  | Marc Zafra Roger Pareta         | Rubén Sánchez Alfredo Calzada |
| 2023  | Óscar Orts Eric Igual            | Álvaro de Pablo Adrián Martínez | Luis Cayuela José David Tomás |

#### Omnium
| Année | Vainqueur       | Deuxième         | Troisième       |
| ----- | --------------- | ---------------- | --------------- |
| 2020  | Beñat Garaiar   | Jordi Artigues   | Eneko Arocena   |
| 2021  | Rafael Martínez | Rubén Sánchez    | Sergio Serrano  |
| 2022  | Héctor Álvarez  | Héctor Domínguez | Rubén Sánchez   |
| 2023  | Óscar Orts      | José David Tomás | Marc San Martín |

#### Course à l'élimination
| Année | Vainqueur       | Deuxième                                    | Troisième       |
| ----- | --------------- | ------------------------------------------- | --------------- |
| 2020  | Ibai Azanza     | Jordi Artigues                              | Mario Anguela   |
| 2021  | Rafael Martínez | Antonio Arias Marc Zafra José María Mompeán |                 |
| 2022  | Rubén Sánchez   | Sergio Abadia                               | Antonio Ramírez |
| 2023  | Óscar Orts      | Marc San Martín                             | Eñaut Urcaregui |

## Source
- (ca) Cet article est partiellement ou en totalité issu de l’article de Wikipédia en catalan intitulé « Campionat d'Espanya de ciclisme en pista » (voir la liste des auteurs).